# سکه پهلوی

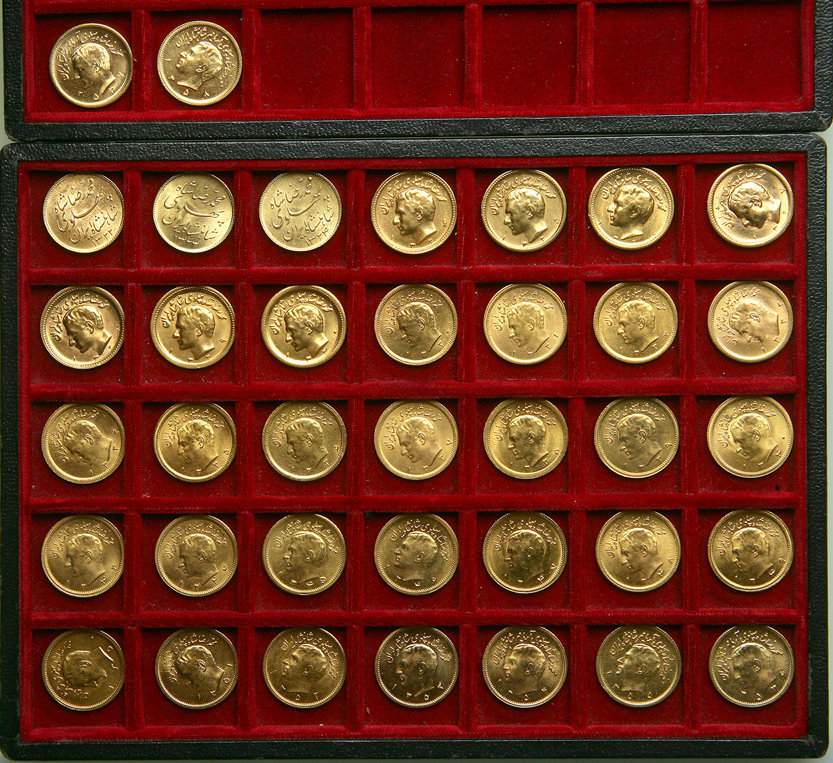
سکه‌های یک پهلوی از ۱۳۲۲ تا ۱۳۵۸ خورشیدی؛ این نوع سکه به لحاظ تاریخ ضرب از منظم‌ترین سکه‌های طلای ایران است، بطوریکه در طول مدت زمان استقرار حکومت مربوطه تنها در دو سال ۱۳۴۱ و ۱۳۴۳ ضرب نشده‌است.

سکّهٔ پهلوی به سکه‌های طلای رسمی ایران از سال ۱۳۰۵ تا سال ۱۳۵۷ خورشیدی گفته می‌شد و عبارت «پهلوی» واحد پول این سکه‌ها بوده‌است. این سکه‌ها با روی کار آمدن رضاشاه پهلوی در سال ۱۳۰۴ خورشیدی و تغییر نظام پولی کشور در سال ۱۳۰۵ جایگزین واحد پول قاجار یعنی تومان گردیدند. زمان قاجار هر تومان برابر با ۲/۸۵ گرم طلا بود. پس از وقوع انقلاب ۱۳۵۷ خورشیدی در ایران،  سکه بهار آزادی جایگزین سکه پهلوی شد‌.

## تاریخچه

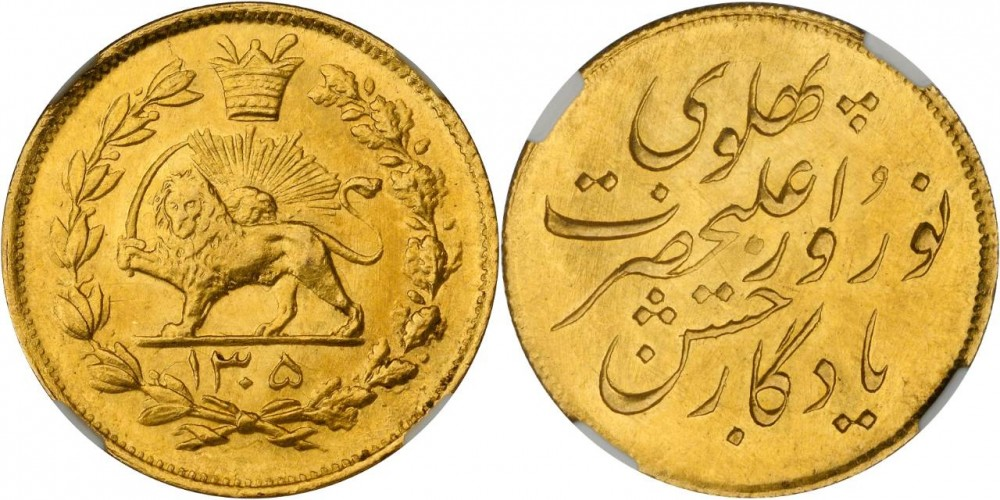
سکه یک تومان رضا شاه پهلوی که به مناسبت نوروز در سال ۱۳۰۵ خورشیدی ضرب شد آخرین سکه یک تومانی ایران است که با الگوبرداری از سکه‌های یک تومانی قاجار تهیه شده‌است.

نخستین سکه‌های پهلوی که از سال ۱۳۰۵ تا ۱۳۰۸ ضرب شدند، تنها از نظر عیار طلا (۹۰۰ در ۱۰۰۰) و تزئینات حاشیه سکه (شاخه‌های بلوط و زیتون) با سکه‌های تومان قاجار مطابقت داشتند؛ یعنی نه تنها از نظر واحد، طراحی و نوع گاه‌شماری تغییر اساسی یافتند بلکه وزن آنها نیز دچار تغییر شد. در واقع در این دوره تنها در سال ۱۳۰۵ خورشیدی از استاندارد تومان با وزن ۲/۸۵ گرم برای ضرب سکه طلا استفاده شد.
بدین ترتیب سکه‌های دوهزاری (یک پنجم تومانی) و پنج هزاری (نیم تومانی) قاجاری به‌طور کلی حذف و سکه‌های یک، دو و پنج پهلوی جایگزین سکه‌های یک، دو و پنج تومانی شدند.
سکه‌های یک، دو و پنج تومان قاجار پس از ماشینی شدن در سال ۱۲۹۷ تا ۱۲۹۹ هجری قمری، دارای اوزان ۲/۸۵، ۵/۷ و ۱۴/۲۵ گرم بودند که در معادلِ پهلویِ آنها این اوزان به ۱/۸۶، ۳/۸۳۵۹ و ۹/۵۹ گرم کاهش یافته بود. روند ضرب سکه‌های پهلوی با این اوزان از سال ۱۳۰۵ تا ۱۳۰۸ خورشیدی ادامه یافت.

### تبدیل واحد پول به طلا
در دوره قاجار، پایه پول ایران نقره بود و ارزش قران تحت تأثیر کاهش دائمی قیمت نقره (از سال ۱۸۷۰ به بعد) روندی نزولی داشت. این روند نزولی بعد از سال ۱۹۱۸ و پایان جنگ جهانی اول ادامه یافت. کسری دائمی موازنه بازرگانی و کاهش ارزش نقرۀ محتوی قران می‌بایست دلیل لازم و کافی برای تنزّل ارزش قران در مقابل سایر پول‌ها مخصوصاً لیره باشد. در حالی‌که با افزایش ارزش قران که از آغاز جنگ شروع شده بود (ناشی از زیادی عرضه لیره و بالا رفتن قیمت نقره) تا سال ۱۹۱۹ ادامه یافت و قیمت یک لیره استرلینگ از ۷۴/۶۱ قران در سال ۱۹۱۴ به ۵۰/۲۵ قران در سال ۱۹۱۹ سقوط کرد. کاهش ارزش قران از سال ۱۹۲۰ (۱۲۹۸ خورشیدی) شروع شد و نرخ لیره در سال ۱۹۲۲ به ۵۶/۵۶ رسید و ۱۲۱ درصد افزایش یافت. در سال ۱۳۰۷، دولت تصمیم گرفت سیستم پایه طلا (Gold Standard) را در آینده بپذیرد. رضا‌شاه و تیمورتاش برای اصلاح پول ایران از تعدادی بازرگان ایرانی، مشورت گرفتند. این بازرگانان، تجربه کافی و دانش خوبی در این زمینه داشتند.

یکی از بازرگانان ایرانی برای تفهیم موضوع مهم مورد علاقه دولتمردان ایرانی برای اصلاح نرخ پول ایران به ارزهای معتبر، ضمن شرح مبسوطی از تجارت ملل در تاریخ قدیم و تحولات سیاسی در انگلستان و نقش پارلمان در تغییر پشتوانه پول در انگلستان، فرانسه و آمریکا چنین نوشته است: 
این سیم درخشنده - یعنی پول نقره- یک نیمه قرن می‌گذرد که پی در پی دچار بحران [شده] و از طلعت خود کاسته، تا در این ایام که در ظلمت‌گاه اقتصادی گرفتار شده است. تاریخ چند قرن گذشته پَستی و بلندی‌های زیادی در روزگار این فلز یادداشت کرده. صدها سال وجودش در بساط هر اقلیم باعث عیش و عشرت‌ها، فلاکت و هلاکت‌ها شده، ستم‌ها روا داشته، احسان‌ها نموده، صیانت و حمایت از دوستان دیده و گاهی مخصوصاً در مجامع بین‌المللی اروپا بعد از اواسط قرن نوزدهم به اقتضای سیاست ظالمانۀ روز سعایت‌ها و ملامت‌ها از دشمنانش شنیده است. اما بالاخره امروز چرخ اقتصادیات دنیا برخلافش می‌گردد و کارش زار و پریشان است. محبوب عالم به واسطه صلح‌ها و جنگ‌ها، آقا و مولا، بل حرف حق امروز «طلای احمر» است و هر کس با زمانه همراه است باید این مطلوب را به دست آورده و با چنین شاهد، محفل خویش را مُنوّر سازد.
نامطلوب بودن وضعیت صادرات، سقوط قیمت نقره و کاهش شدید ارزش قران، موجب تسریع در سیاست معرفی پایه طلا شد و قانون «تعیین واحد و مقیاس پول قانونی ایران» در ۲۷ اسفند ۱۳۰۸ به تصویب رسید. طبق این قانون واحد پول قانونی ایران و مأخذ آن طلا معین شد و ضرب طلا به نام یک پهلوی، نیم پهلوی، مسکوک نقره پنج ریالی، دو ریالی، یک ریالی و نیم ریالی تعیین شد و مسکوک قران به تدریج برچیده شد.

## قوانین ضرب سکه پهلوی

### قوانین ضرب سکه طلا در زمان رضاشاه

#### قانون تعیین واحد و مقیاس پول[۶]
این قانون که در ۲۷ اسفند ۱۳۰۸ به تصویب مجلس شورای ملی رسید شامل چهارده ماده بود که برخی مواد آن که مربوط به سکه پهلوی می‌شود به شرح زیر است:
ماده یک- مقیاس طلا: واحد پول قانونی ایران ریال طلا است که معادل صد دینار است.
ماده دو- سکه‌ها و مقیاس آنها
- مسکوک طلا: سکه طلای بیست ریالی به نام پهلوی. سکه طلای ده ریالی به نام نیم پهلوی.
ماده سه- وزن خالص و وزن مسکوک
-یک ریال معادل با ۰/۳۶۶۱۱۹۱ گرم طلای خالص.
-مسکوک طلای پهلوی (معادل بیست ریال) دارای ۷/۳۲۲۳۸۲ گرم طلای خالص که یک تُن طلای خالص باید برای تعداد ۱۳۶۵۶۷۵ قطعه سکه یک پهلوی بکار رود.
- مسکوک طلای نیم پهلوی دارای ۳/۶۶۱۱۹۱ گرم طلای خالص که یک تن طلای خالص باید برای ۲۷۳۱۳۵۰ قطعه سکه نیم پهلوی بکار رود.
تبصره- میزان عیار سکه‌های طلا عبارت از ۹۰۰ در ۱۰۰۰ طلای خالص و ۱۰۰ در ۱۰۰۰ مس است.
ماده چهار- هر یک از سکه‌های طلا می‌تواند از نظر وزن تا میزان حداکثر ۲ در ۱۰۰۰ و از نظر عیار تا میزان حداکثر ۲ در ۱۰۰۰ نسبت به حد قانونی تعیین شده در ماده سه اختلاف (کم یا زیاد) داشته باشد (حَدِّ تَرَخُّص یا به اصطلاح امروزی عدم قطعیت). 
ماده پنجم- شکل سکه
الف- تمامی سکه‌های مذکور در ماده دو مدور هستند.
ب- سکه‌های طلا در یک طرف تمثال اعلیحضرت همایونی شاهنشاه ایران و در طرف دیگر شیر و خورشید و قیمت سکه و سال ضرب را دارند.
ماده ششم- حق ضرب
حق ضرب تمامی سکه‌های ایران منحصر به ضرابخانه دولتی بوده ضرب سکه طلا برای عموم افراد آزاد است و حق‌الضرب برای هر کیلوگرم طلای خالص نباید از ده ریال بیشتر شود.
سایر مواد به سکه‌های معیوب، تقلبی، ذخیره سکه طلا یا شمش (بعنوان پشتوانه پول)، تاریخ رواج ریال، مجوز واردات طلا، خرید طلا بحساب دولت و تاریخ اجرای قانون می‌باشد.
شاید برای نخستین بار در تاریخ ضرب سکه در ایران باشد که در قانون به حد ترخّص (عدم قطعیت واحد اندازه‌گیری) توجه شده‌است.
با اتخاذ تصمیم در تغییر وزن و اندازهٔ سکهٔ یک پهلوی، این سکه به «سکهٔ طلای استرلینگ» (Sovereign) با وزن ۷/۹۹ گرم و قطر ۲۲ میلیمتر که ضرب آن توسط جرج سوم از سال ۱۱۹۶ خورشیدی رواج یافته بود، شباهت زیادی پیدا کرد؛ اما از نظر معادل سازی با ۲۰ ریال، مشابه سکهٔ ۲۰ مارکی لودویگ دوم با وزن ۷/۹۶ گرم و قطر ۲۲ میلیمتر بود که ضرب سکه ۲۰ مارکی طلا را در ۱۲۵۱ خورشیدی آغاز نمود.
جالب آنکه با در نظر گرفتن عیار و وزن هر یک از سکه‌های یک پهلوی جدید (۷/۳۲ گرم طلای خالص) و سکه طلای انگلستان (۷/۳۱ گرم طلای خالص)، وزن طلای خالص هر یک از دو سکه بسیار به هم نزدیک بود؛ اما سکه بیست مارکی آلمان از نظر وزن طلا (۷/۱۶ گرم طلای خالص) حدود ۰/۱۶ گرم از نظر وزن اختلاف داشت.
| قطع       | وزن طلای خالص (گرم) | وزن سکه (گرم) | قطر (میلیمتر) | حد ترخص (گرم) | توضیحات                 |
| --------- | ------------------- | ------------- | ------------- | ------------- | ----------------------- |
| یک پهلوی  | ۱/۶۷۴               | ۱/۸۶          | ۱۸            |               | ضرب از سال ۱۳۰۵ تا ۱۳۰۷ |
| دو پهلوی  | ۳/۴۵۶               | ۳/۸۴          | ۲۰            |               | ضرب از سال ۱۳۰۵ تا ۱۳۰۸ |
| پنج پهلوی | ۸/۶۳۱               | ۹/۵۹          | ۲۴            |               | ضرب از سال ۱۳۰۵ تا ۱۳۰۸ |
| نیم پهلوی | ۳/۶۶۱۱۹۱            | ۴/۰۷          | ۱۹            | ۰/۰۰۲         | ضرب از سال ۱۳۱۰ تا ۱۳۱۵ |
| یک پهلوی  | ۷/۳۲۲۳۸۲            | ۸/۱۳          | ۲۲            | ۰/۰۰۲         | ضرب در سال ۱۳۱۰         |

#### اصلاحیه قانون واحد و مقیاس پول
این قانون که در ۲۲ اسفند ۱۳۱۰ به تصویب مجلس شورای ملی رسید دارای چهارده ماده بود که تغییرات آن نسبت به قانون قبل بشرح زیر است:
ماده یک- به تغییرات مصوبه قبل به شرح زیر می‌پردازد:
بند الف ماده دو- سکه طلای صد ریالی به نام پهلوی. سکه طلای پنجاه ریالی به نام نیم پهلوی.
بند الف ماده سه- یک ریال معادل ۰/۰۷۳۳۲۲۳۸۲ گرم طلای خالص.
مواد ۹ (ذخیره سکه طلا) و ۱۳ (خرید طلا بحساب دولت) لغو شد.
ماده دو- از اول فروردین ۱۳۱۱ سکه‌های طلای یک و نیم پهلوی و سکه‌های نقره نیم، یک، دو و پنج ریالی و سکه‌های نیکل پنج، ده و بیست و پنج دیناری و اسکناسهای شرکت اسکناس آمریکایی که در نیویورک چاپ شده بودند رواج پیدا کرده و دارای اعتبار هستند.
ماده سه- از تاریخ تصویب این قانون ضرب سکه‌های طلای فعلی و سکه‌های نقره و نیکلی با واحد شاهی و قران ممنوع شد.
مواد ۱۰ و ۱۲ به مدیریت نمودن بحران اقتصادی به‌وجود آمده در آن زمان توسط بانک ملی ایران می‌پردازد.
چنان‌که از این اصلاحیه برمی آید، بخصوص در مورد کاهش ارزش ریال در برابر طلا، کاهش عیار سکه‌های نقره از ۹۰۰ در هزار به ۸۲۸ در هزار (در این قانون اشاره نشده)، بکار رفتن عبارت «اعاده اوضاع عادی اقتصادی» در ماده ۱۰ از اصلاحیه و ایجاد محدودیت در صدور طلا و ورود نقره و منحصر نمودن آن به اجازه هیئت دولت در ماده ۱۲ از این اصلاحیه، می‌تواند به بحرانی بودن اوضاع اقتصادی ایران در این زمان اشاره داشته باشد.
علت بروز این بحران اقتصادی، سقوط ارزش نقره در اواخر دهه ۱۳۰۰ خورشیدی و اوایل دهه ۱۳۱۰ عنوان شده‌است. زیرا معیار پول رایج ایران در آن زمان نقره بود. حکومت پهلوی نخست کوشید با قانون اجرایی فروردین ۱۳۰۹ به سمت معیار طلا تغییر مسیر دهد. اما هنگامی که با دشواری‌هایی روبرو شد همان راهبرد قاجارها یعنی باقی ماندن بر معیار نقره را در پیش گرفت.

### قوانین ضرب سکه طلا در زمان محمدرضا شاه
بر پایه قانون پولی و بانکی مصوب سال ۱۳۳۹ هر ریال برابر ۰/۰۱۱۷۲۱۶ گرم طلای خالص (۲۴ عیار) یعنی هر گرم طلا برابر ۲۴/۸۵ ریال در نظر گرفته شده‌است. همچنین بر اساس قانون پولی و بانکی مصوب سال ۱۳۵۱ هر ریال برابر ۰/۰۱۰۸۰۵۵ گرم طلای خالص است، یعنی هر گرم طلا برابر ۵۴/۹۲ ریال بوده‌است. چنان‌که مشاهده می‌شود، در زمان محمدرضا پهلوی نیز همانند زمان رضاشاه، نرخ ریال در برابر طلا کاهش یافته‌است.

#### قانون مسکوک طلا
این قانون که در ۲۱ اسفند ۱۳۳۶ به تصویب مجلس سنا و در ۲۸ فروردین ۱۳۳۷ به تصویب مجلس شورای ملی رسید مشتمل بر هفت ماده و یک تبصره بود.
ماده یک- این ماده به قطع، وزن، قطر و حد ترخص وزن سکه‌های پهلوی اشاره دارد که به‌طور خلاصه در جدول ۲ آمده‌است:
سایر مواد به شکل، طراحی، عیار، حد ترخص عیار (۰/۰۰۲)، انحصار ضرب و وزارت دارائی بعنوان مجری آن اشاره می‌نماید. همچنین در تبصره این قانون به تغییر قطر دایره ربع پهلوی از ۱۴ میلیمتر به ۱۶ میلیمتر اشاره شده‌است.

#### اصلاحیه قانون مسکوک طلا
این قانون بر خلاف قانون قبل ابتدا در مجلس شورای ملی در تاریخ ۲۶ اسفند ۱۳۵۴ و سپس در مجلس سنا در ۲۳ اردیبهشت ۱۳۵۵ به تصویب رسیده‌است. این قانون به افزایش حد ترخص وزنی سکه‌های "دو و نیم"، "یک"،"نیم" و "ربع" پهلوی، مجوز ضرب سکه "ده پهلوی" و افزودن عبارتی برای مجوز ضرب سکه‌های مناسبتی می‌پردازد.
با توجه به این اصلاحیه، ظاهراً مرجع تصمیم‌گیری تا پیش از این تاریخ برای طراحی سکه‌های مناسبتی (دو و نیم پهلوی ازدواج شاه و ربع پهلوی تاجگذاری) تعیین نشده بود.
| قطع            | وزن طلای خالص (گرم) | وزن سکه (گرم) | قطر (میلیمتر) | حد ترخص وزن (گرم) | حد ترخص وزن در اصلاحیه | تاریخ ضرب     |
| -------------- | ------------------- | ------------- | ------------- | ----------------- | ---------------------- | ------------- |
| ده پهلوی       | ۷۳/۲۲۳۸۲۰           | ۸۱/۳۶         | ۵۰            |                   | ۰/۰۰۲                  | ۱۳۵۵–۱۳۵۸     |
| پنج پهلوی      | ۳۶/۶۱۱۹۱۰           | ۴۰/۶۸         | ۴۰            | ۰/۰۰۲             | ۰/۰۰۲                  | ۱۳۳۹–۱۳۵۸     |
| دو و نیم پهلوی | ۱۸/۳۰۵۹۵۵           | ۲۰/۳۴         | ۳۰            | ۰/۰۰۲             | ۰/۰۰۲۵                 | ۱۳۳۸–۱۳۵۷     |
| یک پهلوی       | ۷/۳۲۲۳۸۲            | ۸/۱۳          | ۲۲            | ۰/۰۰۲۵            | ۰/۰۰۵                  | ۱۳۲۰–۱۳۵۸     |
| نیم پهلوی      | ۳/۶۶۱۱۹۱            | ۴/۰۷          | ۱۹            | ۰/۰۰۲۵            | ۰/۰۰۵                  | ۱۳۲۰–۱۳۵۸     |
| ربع پهلوی      | ۱/۸۳۰۵۹۵۵           | ۲/۰۳          | ۱۶            | ۰/۰۰۵             | ۰/۰۱                   | ۱۳۳۲–۱۳۵۸     |
| خُسروی          | ۰/۹۱۵۲۹۷۵           |               | ۱۴            | ۰/۰۰۷۵            |                        | هرگز ضرب نشد. |

## سکه‌های پهلوی در زمان رضاشاه
این سکه‌ها که ضرب آنها از سال ۱۳۰۵ خورشیدی آغاز گردید و تا سال ۱۳۱۵ ادامه یافت با توجه به نوع طراحی، وزن و قطر دایره به دو سری تقسیم‌بندی می‌گردند.

### سکه‌های پهلوی نوع اول رضاشاه
این سکه‌ها خود از نظر طراحی به دو دسته خطی و تصویری طبقه‌بندی می‌شوند.

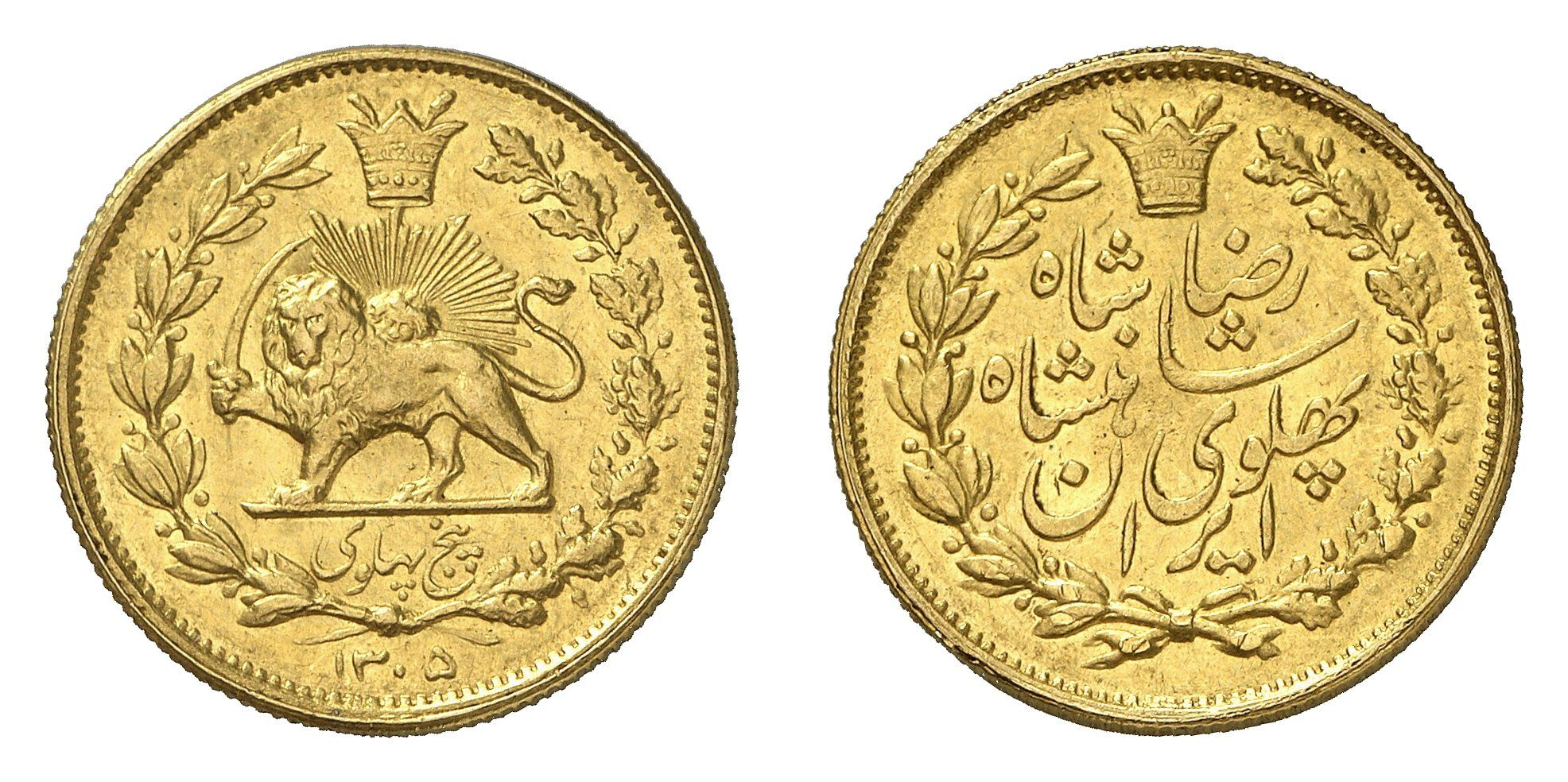
سکه پنج پهلوی خطی رضاشاه

#### سکه‌های پهلوی خطی رضاشاه
این سکه‌ها شامل یک، دو و پنج پهلوی می‌باشند و تنها در سال ۱۳۰۵ خورشیدی ضرب گردیده و در دو طرف خود دارای نقش تاج کیانی و شاخه‌های بلوط و زیتون بوده و در پشت آنها نقش شیر و خورشید دیده می‌شود که از این نظر شباهت بسیار زیادی به سکه‌های قاجار دارند. تنها تفاوت آنها درج عنوان رضا شاه به‌صورت «رضا شاه پهلوی شاهنشاه ایران» بر روی سکه و تغییر گاهشماری قمری به خورشیدی می‌باشد. این سکه‌ها بخصوص پنج پهلوی خطی (با تعداد ضرب ۲۷۱ قطعه) از نظر تیراژ جزو کمیاب‌ترین و حتی نایاب‌ترین سکه‌های طلای ماشینی هستند.
| سکه           | تعداد ضرب شده |
| ------------- | ------------- |
| یک پهلوی خطی  | ۵۰۰۰          |
| دو پهلوی خطی  | ۱۱۳۴          |
| پنج پهلوی خطی | ۲۷۱           |

#### سکه‌های پهلوی تصویری رضاشاه
این سری از سکه‌ها که به سکه‌های کلاه کوچک نیز معروف هستند شامل سکه‌های یک، دو و پنج پهلوی بوده و از نظر طراحی تفاوت قابل ملاحظه ای نسبت به سکه‌های خطی کرده‌اند؛ بطوریکه تصویر سه رخ راست رضا شاه با کلاه پهلوی بر روی سکه نقش بسته و عنوان «رضا شاه پهلوی شاهنشاه ایران» در بالای سر وی و به‌صورت نیم دایره قرار گرفته‌است. در دو سوی تصویر وی تاریخ به تخت نشستن او و بنیانگذاری سلسله پهلوی درج شده‌است. در پشت سکه نقش تاج پهلوی جایگزین تاج کیانی گردیده، نقش شیر و خورشید حذف و مبلغ سکه تمامی قسمت مرکزی را فراگرفته است. سکه‌های یک پهلوی از این سری در سالهای ۱۳۰۶ و ۱۳۰۷ و سکه‌های دو و پنج پهلوی در سال‌های ۱۳۰۶ تا ۱۳۰۸ ضرب شده‌اند،،.
| نوع سکه   | ۱۳۰۶  | ۱۳۰۷ | ۱۳۰۸ |
| --------- | ----- | ---- | ---- |
| یک پهلوی  | ۲۱۰۰۰ | ۵۰۰۰ | _    |
| دو پهلوی  | ۲۴۹۴  | ۷۰۰۰ | ۷۸۹  |
| پنج پهلوی | ۹۰۹   | ۷۸۵  | ۱۲۱  |

### سکه‌های پهلوی نوع دوم رضاشاه
این نوع از سکه‌های پهلوی رضاشاه که با نام کلاه بزرگ نیز شناخته می‌شوند شامل سکه‌های نیم و یک پهلوی بوده و از نظر شکل طراحی، وزن و اندازه قطر دایره با سکه‌های نوع اول کاملاً متفاوت هستند. تصویر نیم رخ چپ رضا شاه جایگزین تصویر سه رخ راست وی در روی سکه گردیده و شاخه‌های بلوط و زیتون از روی سکه حذف گردیده‌اند. پشت سکه با بازگشت تصویر شیر و خورشید بهمراه شاخه‌های بلوط و زیتون شباهت زیادی به پشت سکه‌های قاجار پیدا کرده‌است.
سکه نیم پهلوی با وزن ۴/۰۷ گرم بین سالهای ۱۳۱۰ تا ۱۳۱۵ خورشیدی ضرب گردیده و در مجموع ۳۴۴۶ قطعه از آن تولید شده‌است. تنها سکه‌های سال ۱۳۱۰ دارای اعداد تاریخ منظم و یک اندازه بوده و سکه‌های سایر سالها برای صرفه جویی در هزینه تولید و ساخت قالب به‌صورت سورشارژی می‌باشند. یعنی اولین رقم سمت راست آن در قالب اصلی به‌طور دستی تغییر یافته و سپس سکه‌ها ضرب گردیده‌اند.

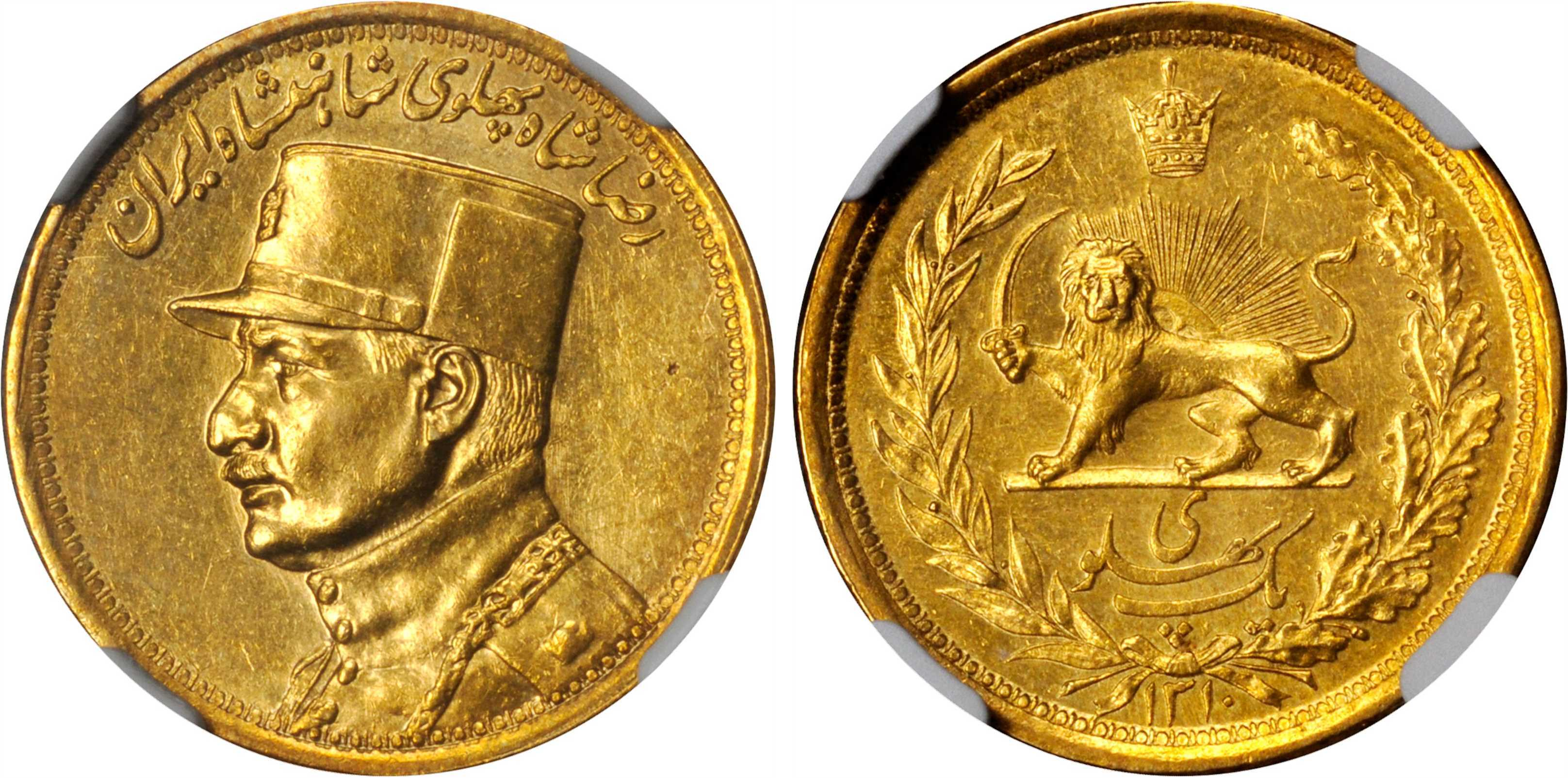
سکه یک پهلوی نوع دوم رضاشاه

سکه یک پهلوی نوع دوم با وزن ۸/۱۳۱۵۹۲ گرم که نخستین سکه طلای ماشینی ایران با وزن استاندارد امروزی می‌باشد، تنها در سال ۱۳۱۰ خورشیدی و به تعداد ۳۰۴ قطعه ضرب گردیده، از نایاب‌ترین سکه‌های ماشینی بحساب می‌آید و با قیمت‌های بسیار بالایی نسبت به وزن طلای آن در بین مجموعه داران معامله می‌شود. بدین ترتیب تولید آن را می‌توان نمادین در نظر گرفت.
| تاریخ ضرب | تعداد ضرب شده | تاریخ ضرب | تعداد ضرب شده |
| --------- | ------------- | --------- | ------------- |
| ۱۳۱۰      | ۶۹۶           | ۱۳۱۳      | ۵۳۱           |
| ۱۳۱۱      | ۲۸۶           | ۱۳۱۴      | ۳۹۹           |
| ۱۳۱۲      | ۸۹۲           | ۱۳۱۵      | ۱۰۴۲          |

## سکه‌های پهلوی در زمان محمدرضاشاه
ضرب این سکه‌ها که از همان ابتدای به تخت نشستن محمدرضا پهلوی در سال ۱۳۲۰ تا سال ۱۳۵۷ خورشیدی تداوم داشته شامل سکه‌های ربع، نیم، یک، دو و نیم، پنج و ده پهلوی بوده و آخرین تاریخ ضربی که بر روی آنها دیده می‌شود ۱۳۵۸ می‌باشد. گفته شده هدف از ضرب سکه‌هایی با تاریخی که هنوز فرانرسیده، آماده نمودن سکه‌ها با تاریخ روز برای توزیع در سال جدید بوده‌است. از اینرو می‌توان چنین تصور نمود که سکه‌های پهلوی که با تاریخ ۱۳۵۸ در بازار و در دست مجموعه داران دیده می‌شوند پس از وقوع انقلاب ۱۳۵۷ به‌صورت غیرقانونی از ضرابخانه بانک ملی ایران خارج شده و به فروش رسیده‌اند.
همچنین وجود سکه‌هایی با تاریخ هجری شمسی پس از تغییر مبدأ رسمی گاهشماری از هجری شمسی به شاهنشاهی بسیار حائز اهمیت است؛ چرا که حاکی از این واقعیت می‌تواند باشد که حکومت محمدرضا پهلوی پس از تغییر مبدأ گاهشماری از هجری به شاهنشاهی و در پی آن رویارویی با مخالفت افکار مذهبی ایران، با وجود گذشت سه سال از اجرایی شدن آن، با ضرب سکه‌هایی با تاریخ هجری خورشیدی درصدد بازگرداندن مبدأ گاهشماری به وضعیت پیشین بوده‌است.
این سکه‌ها را نیز به‌طور کلی می‌توان به دو دسته سکه‌های خطی و تصویری تقسیم‌بندی نمود:

### سکه‌های پهلوی خطی محمدرضا شاه
سکه‌های پهلوی خطی محمدرضا شاه که از سال ۱۳۲۰ تا سال ۱۳۲۴ خورشیدی ضرب شده‌اند در دو قطع «نیم» و «یک» تهیه و توزیع شده‌اند. طرح پشت این سکه‌ها بدون هیچ تغییری همان طرح پشت سکه‌های رضاشاه بوده و تنها تاریخ آنها با هم متفاوت است و آن هم در اولین رقم سمت راست سورشارژی (تغییر رقم به‌صورت دستی بر روی قالب اصلی) است. از اینرو می‌توان چنین تصور کرد که برای ضرب پشت این سکه‌ها از همان قالب ضرب سکه در زمان رضاشاه استفاده شده‌است. بر روی سکه عنوان «محمّدرضا شاه پهلوی شاهنشاه ایران» همراه با تاریخ دیده می‌شود. این سکه‌ها تنها سکه‌های طلای ماشینی هستند که دارای تاریخ یکسان بر دو روی سکه می‌باشند. سکه‌های سال‌های ۱۳۲۰ و ۱۳۲۱ مقارن با حضور متفقین در ایران بوده و شاید به همین دلیل در تیراژ بسیار پایین ضرب شده‌اند؛ بطوریکه این سکه‌ها بسیار نایاب هستند. سکه نیم پهلوی خطی در سال ۱۳۲۴ ضرب نشده‌است.

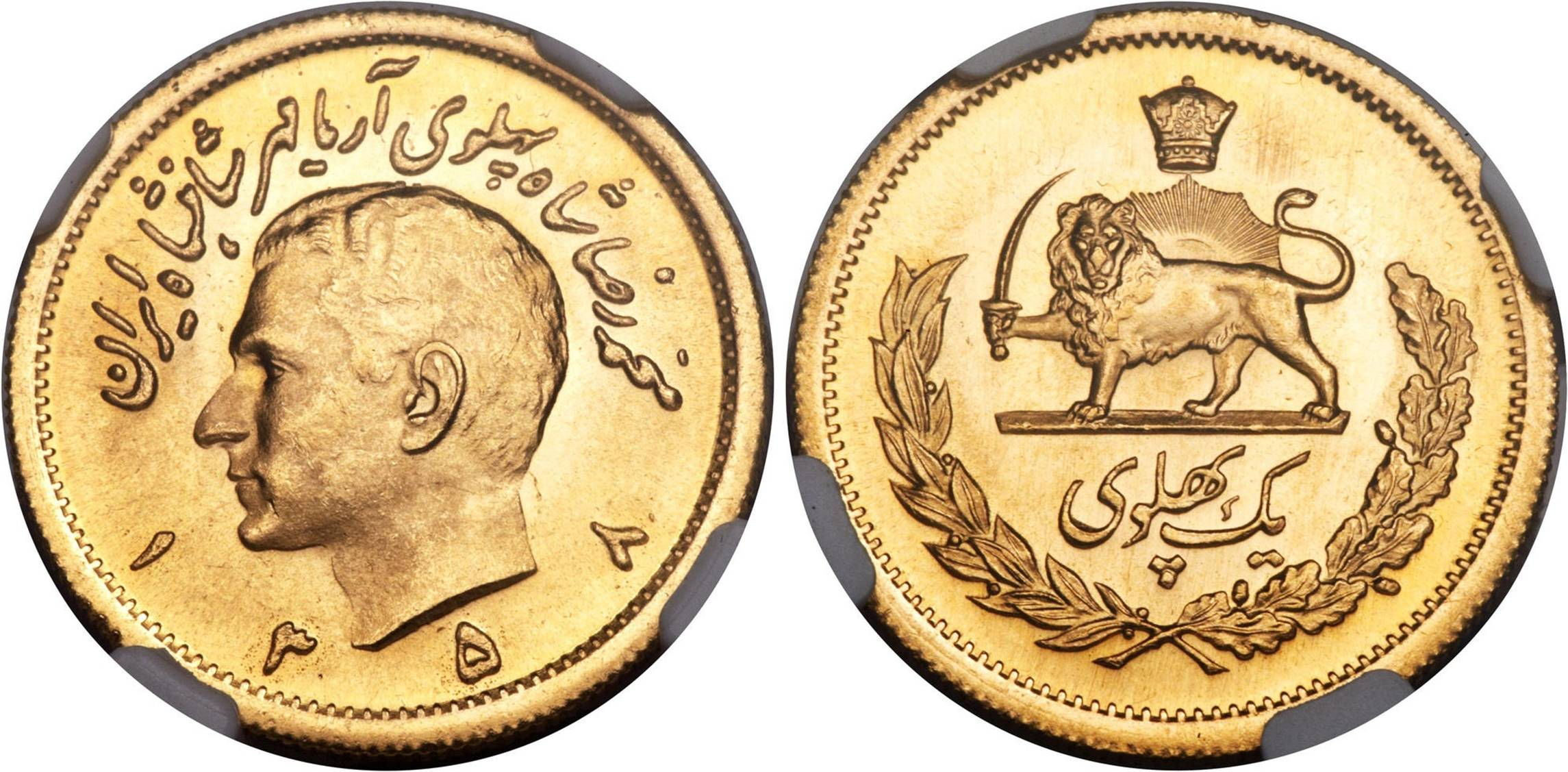
واپسین سکه یک پهلوی که در سال ۱۳۵۷ خورشیدی اما با تاریخ ۱۳۵۸ ضرب شده‌است. هدف از این کار تهیه سکه‌ها با تاریخ روز برای توزیع در سال جدید بوده‌است.

### سکه‌های پهلوی تصویری محمدرضا شاه
این سکه‌ها با تاریخ ضرب ۱۳۲۴ تا ۱۳۵۸ تهیه شده‌اند و در قطعات «ربع» تا «ده» دیده می‌شوند و از همان بدو شکل‌گیری بدون هیچ تغییر اساسی تا پایان حکومت پهلوی ضرب شده‌اند و تنها تغییراتی در طراحی سکه‌های یادبودی این دوره دیده می‌شود. دو اندازه «نیم» و «یک» در دو نوع به اصطلاح برجسته و مسطح ضرب شده‌اند.

#### سکه‌های پهلوی تصویری برجسته
این سکه‌ها که در دو قطع «نیم» و «یک» پهلوی و در سالهای ۱۳۲۴ تا ۱۳۳۰ ضرب شده‌اند از نظر عوارض موجود بر روی سکه (چه در رو و چه در پشت) کمی برجسته تر از سکه‌های قبل و بعد از این بازهٔ زمانی بوده و جزئیات سرِ شاه، شیر و خورشید، تاج پهلوی و نوشته‌ها دارای ظرافت و جزئیات مناسب نیست بطوریکه گاهی اوقات با سکه‌های غیربانکی (تقلبی) اشتباه گرفته می‌شوند.
از این دسته سکه نیم پهلوی ۱۳۳۰ نایاب است.
| تاریخ ضرب | تعداد ضرب شده | تاریخ ضرب | تعداد ضرب شده |
| --------- | ------------- | --------- | ------------- |
| ۱۳۲۴      | ؟             | ۱۳۲۸      | ؟             |
| ۱۳۲۵      | ؟             | ۱۳۲۹      | ۷۵            |
| ۱۳۲۶      | ۳۶۰۰۰         | ۱۳۳۰      | ۹۸۰۰۰         |
| ۱۳۲۷      | ۳۶۰۰۰         |           |               |

| تاریخ ضرب | تعداد ضرب شده | تاریخ ضرب | تعداد ضرب شده |
| --------- | ------------- | --------- | ------------- |
| ۱۳۲۴      | ؟             | ۱۳۲۸      | ۴۰۰۰          |
| ۱۳۲۵      | ؟             | ۱۳۲۹      | ۴۰۰۰          |
| ۱۳۲۶      | ۱۵۱۰۰۰        | ۱۳۳۰      | ۴۸۰۰۰         |
| ۱۳۲۷      | ۲۰۰۰۰         |           |               |

#### سکه‌های پهلوی تصویری مسطح
این دسته از سکه‌ها شامل سکه‌های «ربع»، «نیم»، «یک»، «دو و نیم»، «پنج» و «ده» پهلوی هستند.

##### سکه ربع پهلوی
این سکه که برای نخستین بار در سال ۱۳۳۲ به ضرب و تولید انبوه رسید در دو قطر ۱۴ و ۱۶ میلیمتر تولید شده‌است. سکه‌های ربع با اندازه ۱۴ میلیمتر (نُقلی) از سال ۱۳۳۲ تا ۱۳۳۶ خورشیدی ضرب شده‌اند و سکه‌های ربع ۱۶ میلیمتری دارای تاریخهای ۱۳۳۷ تا ۱۳۵۸ هستند. از سال ۱۳۵۴ خورشیدی با اضافه شدن کلمه «آریامهر» به عنوان شاه، عبارت روی سکه به‌صورت «محمّدرضا شاه پهلوی آریامهر شاهنشاه ایران» درآمد. در سال ۱۳۵۶ و ۱۳۵۷ و با تغییر گاه‌شماری هجری خورشیدی به گاه‌شماری شاهنشاهی تاریخ مندرج بر روی این سکه‌ها به ترتیب ۲۵۳۶ و ۲۵۳۷ است.
| تاریخ ضرب | تعداد ضرب شده | تاریخ ضرب | تعداد ضرب شده | تاریخ ضرب | تعداد ضرب شده |
| --------- | ------------- | --------- | ------------- | --------- | ------------- |
| ۱۳۳۲      | ۴۱۰۰۰         | ۱۳۴۲      | ۸۰۰۰۰         | ۱۳۵۱      | ۱۰۳۰۰۰        |
| ۱۳۳۳      | ۷۰۰۰          | ۱۳۴۳      | ۴۰۰۰۰         | ۱۳۵۲      | ؟             |
| ۱۳۳۴      | ؟             | ۱۳۴۴      | ۳۰۰۰۰         | ۱۳۵۳      | ؟             |
| ۱۳۳۵      | ۴۱۰۰۰         | ۱۳۴۵      | ۴۰۰۰۰         | ۱۳۵۴      | ۱۰۶۰۰۰        |
| ۱۳۳۶      | ۷۰۰۰          | ۱۳۴۶      | ۳۰۰۰۰         | ۱۳۵۵      | ۱۸۶۰۰۰        |
| ۱۳۳۷      | ۳۳۰۰۰         | ۱۳۴۷      | ۶۰۰۰۰         | ۲۵۳۶      | ؟             |
| ۱۳۳۸      | ۱۳۶۰۰۰        | ۱۳۴۸      | ۶۰۰۰۰         | ۲۵۳۷      | ؟             |
| ۱۳۳۹      | ۱۵۶۰۰۰        | ۱۳۴۹      | ۸۰۰۰۰         | ۱۳۵۸      | ؟             |
| ۱۳۴۰      | ۶۰۰۰۰         | ۱۳۵۰      | ۸۰۰۰۰         |           |               |

سکه ربع پهلوی یادبود جشن تاجگذاری در سال ۱۳۴۶ خورشیدی ضرب شده که در این سکه چهار رقم تاریخ به‌صورت ۴ آبان ۴۶ به‌صورت سورشارژی در روی سکه و عبارت «بمیمنت جشن تاجگذاری» در پشت سکه دیده می‌شود. برای ضرب این سکه از قالب ربع پهلوی سالهای قبل استفاده شده و از اینرو کیفیت ضرب پایینی دارد.
بدین ترتیب چهار نوع ربع پهلوی در طول سلطنت محمدرضا شاه ضرب شده‌است: ربع نُقلی، معمولی، آریامهر و یادبود.

##### سکه نیم پهلوی
نوع مسطح این سکه برای نخستین بار در سال ۱۳۳۰ خورشیدی به بازار وارد شد. این سکه نیز دارای انواع معمولی و آریامهر می‌باشد که نوع اول از ۱۳۳۰ تا ۱۳۵۳  و نوع دوم از ۱۳۵۴ تا ۱۳۵۸ ضرب شده‌است. در سالهای ۵۶ و ۵۷ تاریخ سکه‌ها به ترتیب ۲۵۳۶ و ۲۵۳۷ است.
| تاریخ ضرب | تعداد ضرب شده | تاریخ ضرب | تعداد ضرب شده | تاریخ ضرب | تعداد ضرب شده |
| --------- | ------------- | --------- | ------------- | --------- | ------------- |
| ۱۳۳۰      | ؟             | ۱۳۳۹      | ۱۴۲۰۰۰        | ۱۳۵۰      | ۸۰۰۰۰         |
| ۱۳۳۱      | ؟             | ۱۳۴۰      | ۴۳۹۰۰۰        | ۱۳۵۱      | ۱۰۳۰۰۰        |
| ۱۳۳۲      | ؟             | ۱۳۴۲      | ۴۰۰۰۰         | ۱۳۵۲      | ۲۷۰۰۰         |
| ۱۳۳۳      | ؟             | ۱۳۴۴      | ۳۰۰۰۰         | ۱۳۵۳      | ؟             |
| ۱۳۳۴      | ؟             | ۱۳۴۵      | ۴۰۰۰۰         | ۱۳۵۴      | ۳۷۰۰۰         |
| ۱۳۳۵      | ؟             | ۱۳۴۶      | ۴۰۰۰۰         | ۱۳۵۵      | ۱۵۳۰۰۰        |
| ۱۳۳۶      | ۱۳۲۰۰۰        | ۱۳۴۷      | ۵۰۰۰۰         | ۲۵۳۶      | ؟             |
| ۱۳۳۷      | ۱۰۲۰۰۰        | ۱۳۴۸      | ۴۰۰۰۰         | ۲۵۳۷      | ۶۷۰۰۰         |
| ۱۳۳۸      | ۱۴۰۰۰۰        | ۱۳۴۹      | ۸۰۰۰۰         | ۱۳۵۸      | ؟             |

##### سکه یک پهلوی
ضرب نوع مسطح این سکه همانند سکه نیم از سال ۱۳۳۰ خورشیدی آغاز و با تاریخ ۱۳۵۸ پایان یافت. در سالهای ۱۳۴۱ و ۱۳۴۳ ضرب نشده‌اند و سکه‌های سال‌های ۱۳۳۱ و ۱۳۳۲ که ضرب آنها همزمان با نهضت ملی شدن صنعت نفت، خروج محمدرضا پهلوی از ایران و در پی آن کودتای ۲۸ مرداد ۱۳۳۲شده‌اند دارای تیراژ بسیار پایین بوده و از این نظر جزو سکه‌های نایاب طبقه‌بندی می‌شوند.
| تاریخ ضرب | تعداد ضرب شده | تاریخ ضرب | تعداد ضرب شده | تاریخ ضرب | تعداد ضرب شده |
| --------- | ------------- | --------- | ------------- | --------- | ------------- |
| ۱۳۳۰      | ؟             | ۱۳۳۹      | ۸۴۷۰۰۰        | ۱۳۵۰      | ۶۰۰۰۰         |
| ۱۳۳۱      | ؟             | ۱۳۴۰      | ۵۲۸۰۰۰        | ۱۳۵۱      | ۱۰۰۰۰۰        |
| ۱۳۳۲      | ؟             | ۱۳۴۲      | ۲۰۰۰۰         | ۱۳۵۲      | ۳۲۰۰۰۰        |
| ۱۳۳۳      | ؟             | ۱۳۴۴      | ؟             | ۱۳۵۳      | ؟             |
| ۱۳۳۴      | ؟             | ۱۳۴۵      | ۲۰۰۰۰         | ۱۳۵۴      | ۲۱۰۰۰         |
| ۱۳۳۵      | ؟             | ۱۳۴۶      | ۳۰۰۰۰         | ۱۳۵۵      | ۲۰۳۰۰۰        |
| ۱۳۳۶      | ۴۵۳۰۰۰        | ۱۳۴۷      | ۴۰۰۰۰         | ۲۵۳۶      | ؟             |
| ۱۳۳۷      | ۶۶۵۰۰۰        | ۱۳۴۸      | ۷۰۰۰۰         | ۲۵۳۷      | ؟             |
| ۱۳۳۸      | ۷۷۶۰۰۰        | ۱۳۴۹      | ۷۰۰۰۰         | ۱۳۵۸      | ؟             |

##### سکه دو و نیم پهلوی
نخستین سکه دو و نیم پهلوی در سال ۱۳۳۸ و به مناسبت ازدواج محمدرضا پهلوی با فرح و در تعداد بسیار پایین ضرب گردید. این سکه تنها سکه پهلوی است که مبلغ بر روی آن درج نشده‌است و اینکه چرا بعنوان سکه در نظر گرفته شده و جزو مدال‌های یادبود طبقه‌بندی نمی‌شود مشخص نیست.

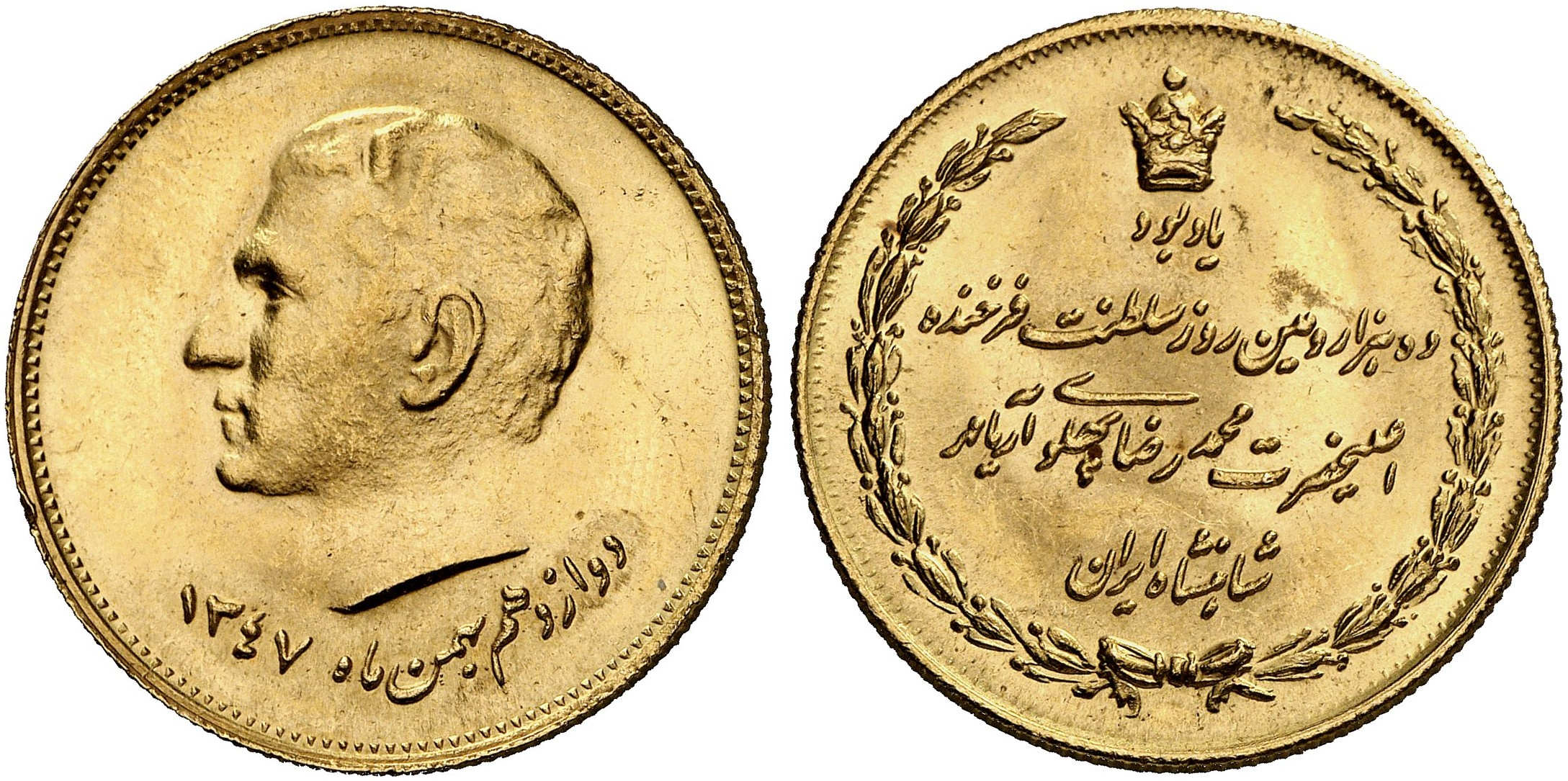
مدال یادبود ده هزارمین روز سلطنت محمدرضا پهلوی با قطع سکه دو و نیم پهلوی

سکه‌های دو و نیم پهلوی به‌صورت نامنظم در دهه ۴۰ و به‌صورت منظم از ۱۳۵۰ تا ۱۳۵۷ ضرب گردیده‌است. این سکه با تاریخ ۱۳۵۸ دیده نشده‌است. عنوان آریامهر از سال ۱۳۵۴ به نوشته‌های این سکه اضافه گردید. در نتیجه این سکه در سه نوع مختلف دیده می‌شود: یادبود ازدواج شاه، معمولی و آریامهر.
سکه های دو و نیم پهلوی با وزن ۲۰/۳۳۲ گرم و با قطر ۳۰ میلی متر و با عیار ۹۰۰ در هزار ضرب شده است.
در سکه های دو و نیم پهلوی تصویر شاه در مرکز سکه و  یکی از این دو عبارت، «محمد رضا رشاه پهلوی شاهنشاه ایران» و «محمد رضا شاه پهلوی آریامهر شاهنشاه ایران» در بالای سکه ضرب شده است. 
مدال یادبودی در قطع سکه دو و نیم پهلوی به مناسبت «ده هزارمین روز سلطنت محمدرضا پهلوی» به تاریخ ۱۲ بهمن ۱۳۴۷ ضرب شده که به دلیل هم اندازه بودن با سکه دو و نیم گاهی اوقات و به اشتباه با عنوان «دو و نیم پهلوی خطی» از آن یاد می‌شود. این مدال در تعداد بالا ضرب شده‌است و به همین دلیل قیمت آن از سکه‌های دو و نیم پهلوی پایین‌تر یا معادل آنهاست. جالب آنکه سکه دو و نیم پهلوی در این سال (۱۳۴۷) ضرب نشده‌است.
| تاریخ ضرب | تعداد ضرب شده | تاریخ ضرب | تعداد ضرب شده |
| --------- | ------------- | --------- | ------------- |
| ۱۳۳۹      | ۱۶۸۲          | ۱۳۵۲      | ۳۰۰۰          |
| ۱۳۴۰      | ۲۷۸۸          | ۱۳۵۳      | ؟             |
| ۱۳۴۲      | ۳۰            | ۱۳۵۴      | ۱۸۰۰۰         |
| ۱۳۴۸      | ۳۰۰۰          | ۱۳۵۵      | ۱۶۰۰۰         |
| ۱۳۵۰      | ۲۰۰۰          | ۲۵۳۶      | ؟             |
| ۱۳۵۱      | ۲۵۰۰          | ۲۵۳۷      | ؟             |

##### سکه پنج پهلوی
آغاز ضرب این سکه به سال ۱۳۳۹ خورشیدی بازمی‌گردد و همانند سکه دو و نیم پهلوی در دهه ۴۰ به‌طور ناپیوسته و در دهه ۵۰ به‌طور پیوسته ضرب شده‌است. این سکه دارای دو نوع معمولی و آریامهر می‌باشد.
| تاریخ ضرب | تعداد ضرب شده | تاریخ ضرب | تعداد ضرب شده |
| --------- | ------------- | --------- | ------------- |
| ۱۳۳۹      | ۲۲۲۵          | ۱۳۵۳      | ؟             |
| ۱۳۴۰      | ۲۴۳۰          | ۱۳۵۴      | ۱۰۰۰۰         |
| ۱۳۴۲      | ۲۰            | ۱۳۵۵      | ۱۷۰۰۰         |
| ۱۳۴۸      | ۲۰۰۰          | ۲۵۳۶      | ؟             |
| ۱۳۵۰      | ۲۰۰۰          | ۲۵۳۷      | ؟             |
| ۱۳۵۱      | ۲۵۰۰          | ۱۳۵۸      | ؟             |
| ۱۳۵۲      | ۲۱۰۰          |           |               |

##### سکه ده پهلوی
این سکه تنها دارای چهار تاریخ ضرب می‌باشد: ۲۵۳۵، ۲۵۳۶، ۲۵۳۷ و ۱۳۵۸. سکه ده پهلوی که در سال ۱۳۵۵ ضرب شده تنها سکه پهلوی است که در این سال با تاریخ شاهنشاهی ضرب شده و سایر سکه‌های پهلوی ضرب شدهٔ این سال (ربع، نیم، یک، دو و نیم، و پنج) دارای تاریخ ضرب خورشیدی هستند. سکه‌های ده پهلوی در سالهای ۱۳۵۵ و ۱۳۵۶ یادبودی بوده و اولی بمناسبت پنجاهمین سال شاهنشاهی پهلوی و دومی بمناسبت یکصدمین سال تولد رضاشاه ضرب شده‌است.
سکه ۱۰ پهلوی که در سال ۱۳۵۷ خورشیدی اما با تاریخ ۱۳۵۸ ضرب شده است و هدف از اینکار تهیه سکه ها با تاریخ روز برای توزیع در سال جدید بوده است.
سکه ده پهلوی یادبود پنجاهمین سال سلطنت پهلوی در روی خود دارای تصاویر پهلوی اول و دوم و در پشت خود دارای پنجاه دایره توپُر مستقر بر دو حلقه و به مرکزیت تاج پهلوی است.
سکه ده پهلوی یادبود یکصدمین سالگرد تولد رضاشاه، دارای عبارتی به همین مضمون در پشت سکه می‌باشد که توسط شاخه‌های بلوط و زیتون در اطراف و تاج پهلوی در بالا احاطه گردیده‌است.
سکه‌های ده پهلوی ۲۵۳۷ و ۱۳۵۸ دارای همان عناصر رایج سکه‌های پهلوی هستند.
بدین ترتیب سکه‌های ده پهلوی نیز دارای سه نوع متفاوت هستند؛ یادبود پنجاهمین سال شاهنشاهی پهلوی، یادبود صدمین سالگرد زادروز رضاشاه و ده پهلوی عادی.

## قیمت سکه پهلوی
قیمت سکه پهلوی یا به عبارت دقیق تر نرخ برابری ریال در برابر طلا در زمان‌های مختلف بر اساس تاریخ به صورت جدول ۱۳ بوده‌است:
| سال  | ربع پهلوی | نیم پهلوی | یک پهلوی | دو و نیم پهلوی | پنج پهلوی | ده پهلوی | عوامل مؤثر بر قیمت |
| ---- | --------- | --------- | -------- | -------------- | --------- | -------- | --- |
| ۱۳۲۰ | _         |           |          | _              | _         | _        | ورود ارتش متفقین به ایران، سقوط حکومت رضا شاه پهلوی و جهش نرخ تورم از ۱۴ درصد به ۵۰ درصد                                                            |
| ۱۳۲۱ | _         |           |          | _              | _         | _        | تبعات اشغال ایران و بحران سیاسی و افزایش نرخ تورم به بیش از ۹۶ درصد                                                                                 |
| ۱۳۲۴ | _         |           |          | _              | _         | _        | بازگشت ثبات نسبی به اقتصاد ایران و کاهش ۱۱ درصدی نرخ تورم                                                                                           |
| ۱۳۳۱ | _         |           | ۷۵۰      | _              | _         | _        | ملی شدن صنعت نفت و اعمال تحریم‌های فروش نفت |
| ۱۳۳۸ | ۱۸۵       | ۳۵۰       | ۶۶۵      |                | _         | _        | برقراری روند عادی صادرات نفت ایران و بازگشت رونق اقتصادی از سال ۱۳۳۴                                                                                |
| ۱۳۳۹ | ۱۸۲       | ۳۶۰       | ۷۱۰      |                |           | _        | |
| ۱۳۴۰ | ۲۳۵       | ۴۴۵       | ۸۸۰      |                |           | _        | وقوع اعتراض‌هایی همچون ۱۵ خرداد ۱۳۴۲ اثری بر رونق اقتصادی نداشت.                                                                                     |
| ۱۳۴۶ | ۱۸۵       | ۳۵۵       | ۷۱۵      |                |           | _        | |
| ۱۳۵۱ | ۴۵۰       | ۸۱۰       | ۱۵۳۰     |                |           |          | |
| ۱۳۵۴ | ۷۵۰       | ۱۴۵۰      | ۲۸۰۰     | ۷۰۰۰           | ۱۴۰۰۰     | _        | وقوع شوک نفتی: بهای هر بشکه نفت در فاصله ۱۳۵۲ تا ۱۳۵۳ حدود ۴ برابر شد. تزریق ارز فراتر از ظرفیت جذب اقتصاد ایران، موجب بروز علائم بیماری هلندی شد.  |
| ۱۳۵۵ |           | ۱۳۵۰      | ۲۶۰۰     |                |           |          | در نیمه دوم سال ۱۳۵۶ نرخ رشد اقتصادی روند کاهشی به خود گرفت.                                                                                        |
| ۱۳۵۷ |           |           | ۴۰۰۰     |                |           |          | در پی انقلاب ۱۳۵۷ نه تنها ارز دو نرخی شد بلکه ارزش برابری ریال ایران در برابر دلار آمریکا ۴۳ درصد کاهش یافت.                                        |
| ۱۳۵۸ | ۳۲۰۰      | ۶۷۵۰      | ۱۴۰۰۰    | ۳۵۰۰۰          | ۷۰۰۰۰     | ۱۶۰۰۰۰   | کاهش نرخ برابری ریال در سال ۱۳۵۸ با اشغال سفارت آمریکا توسط دانشجویان موسوم به «پیرو خط امام» و آغاز تحریم‌های اقتصادی آمریکا علیه ایران ادامه یافت. |

## سکه جعلی پهلوی
در مقاطعی از حکومت پهلوی قیمت سکه طلا، بالاتر از قیمت طلای بکار رفته در ساخت آن بود که از هزینه صرف شده برای ضرب آن یا افزایش کاذب و ایجاد حباب قیمت بخصوص در اواخر این حکومت نشأت می‌گرفت که منجر به تولید و عرضه سکه‌های تقلبی از جانب سودجویان می‌گردید.
سکه‌های تقلبی که در زمان محمدرضا شاه و با کیفیت ضرب نسبتاً مناسبی تهیه شده‌اند در بین بازاریان به «سکه بیروتی» معروف هستند و سکه‌های جعلی پهلوی که امروزه تهیه و عرضه می‌شوند و کیفیت ضرب آنها معمولاً مناسب نیست در بین بازاریان با عنوان «سکه ضرب دو» شناخته می‌شوند.
در هر صورت و تحت هر عنوان، حتی با رعایت دقیق درجهٔ خلوص طلای بکار رفته، سکه ای که توسط بانک یا مؤسسه معتبر دولتی و تحت قوانین مصوب ضرب نشود، تقلبی خواهد بود.

قیمت خرید و فروش سکه‌های جعلی از جنس طلا نزدیک به قیمت روز خرید و فروش طلا خواهد بود و به دلیل نداشتن اصالت، به هیچ وجه مورد توجه مجموعه داران قرار نمی‌گیرند.

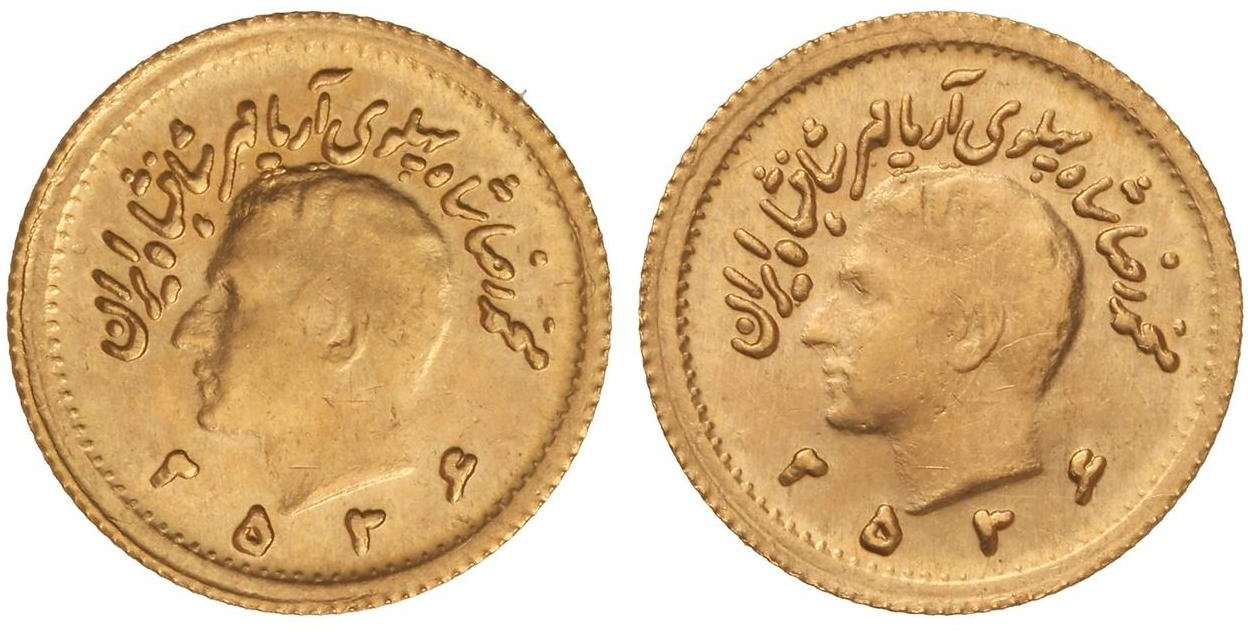
ربع پهلوی های تقلبی
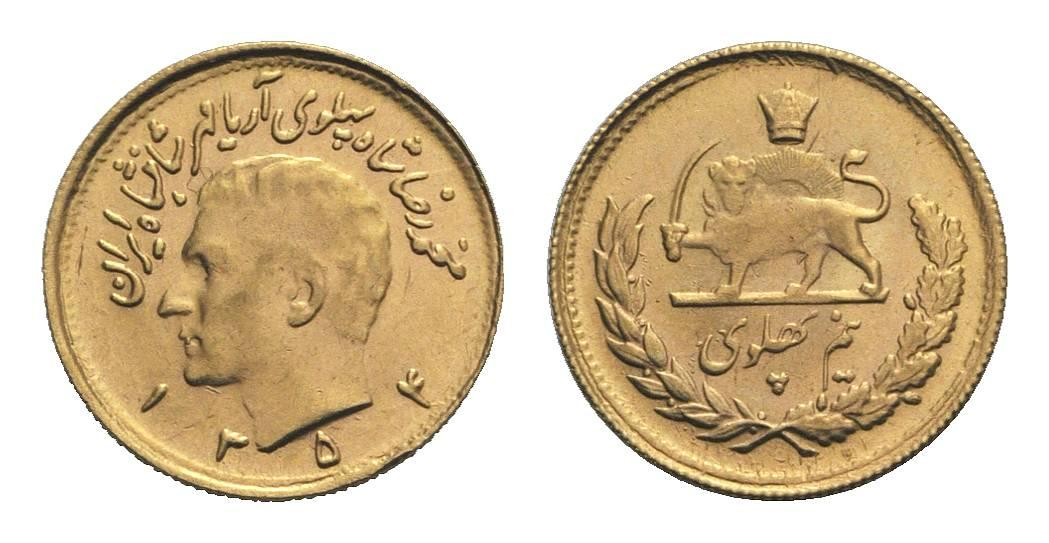
نیم پهلوی ضرب دو
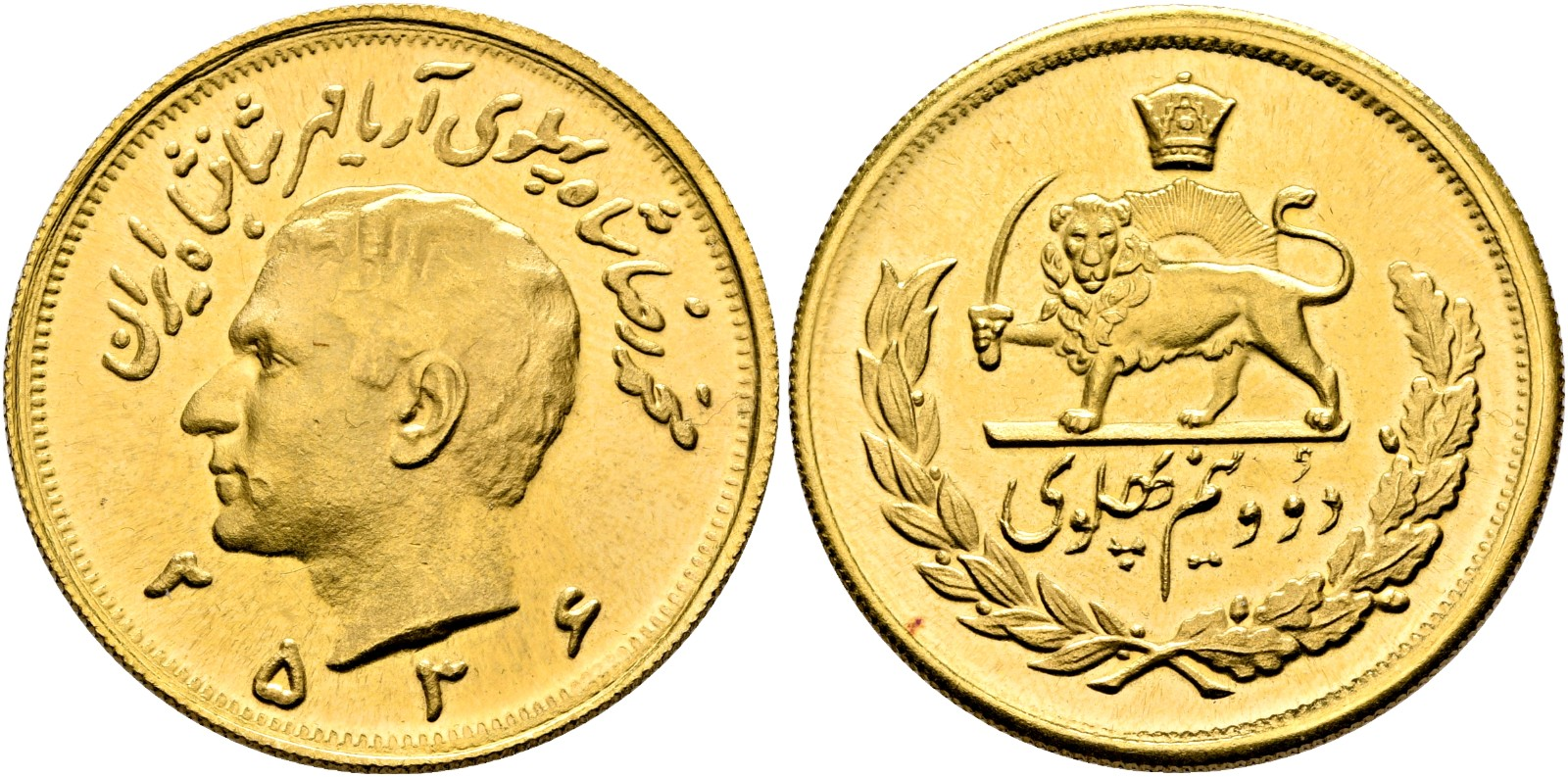
دو و نیم پهلوی ضرب دو
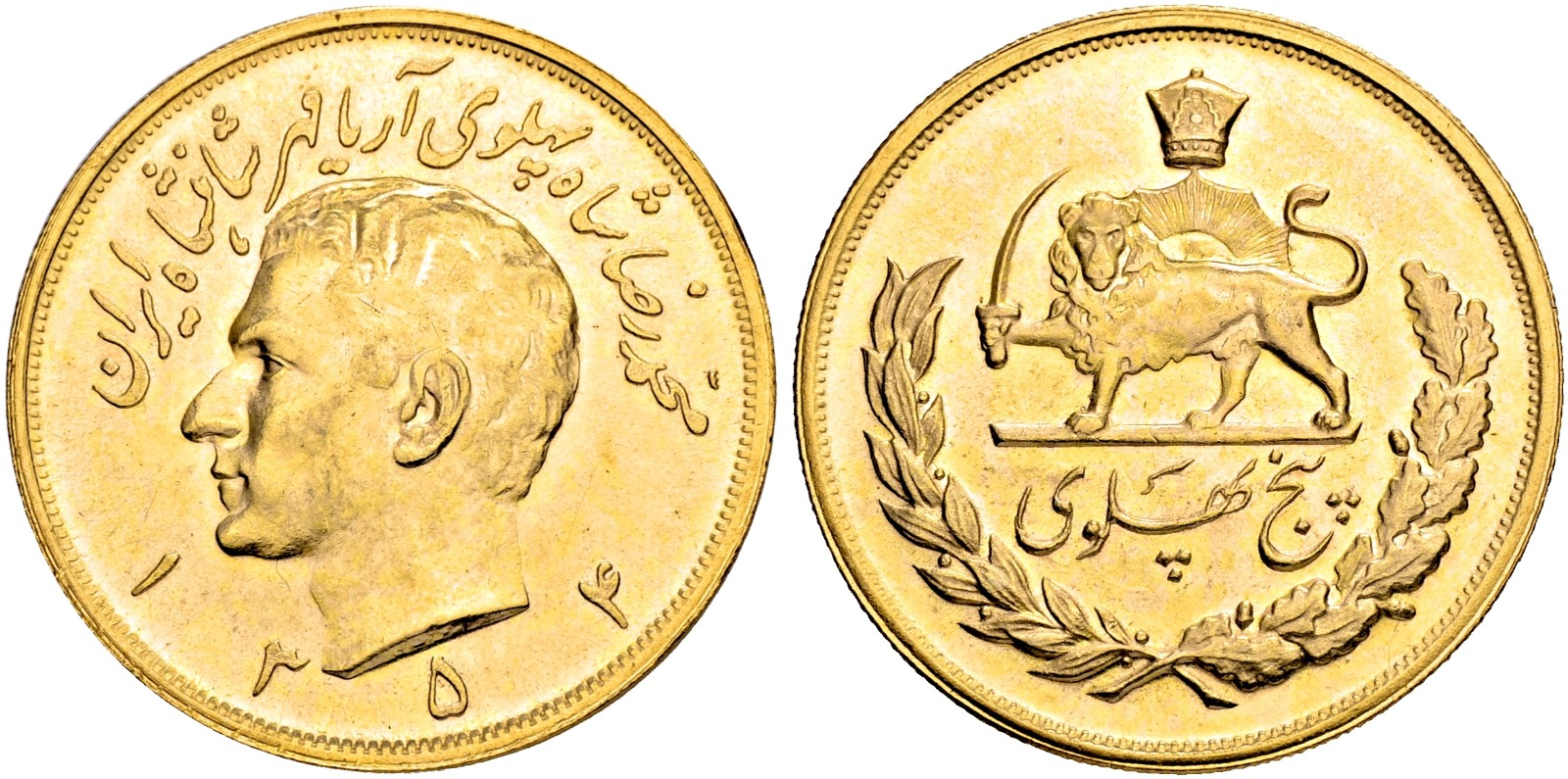
پنج پهلوی بیروتی (جعلی)

## نگارخانه
در این بخش به نمایش انواع سکه‌های پهلوی به ترتیب تاریخ ضرب پرداخته شده‌است.

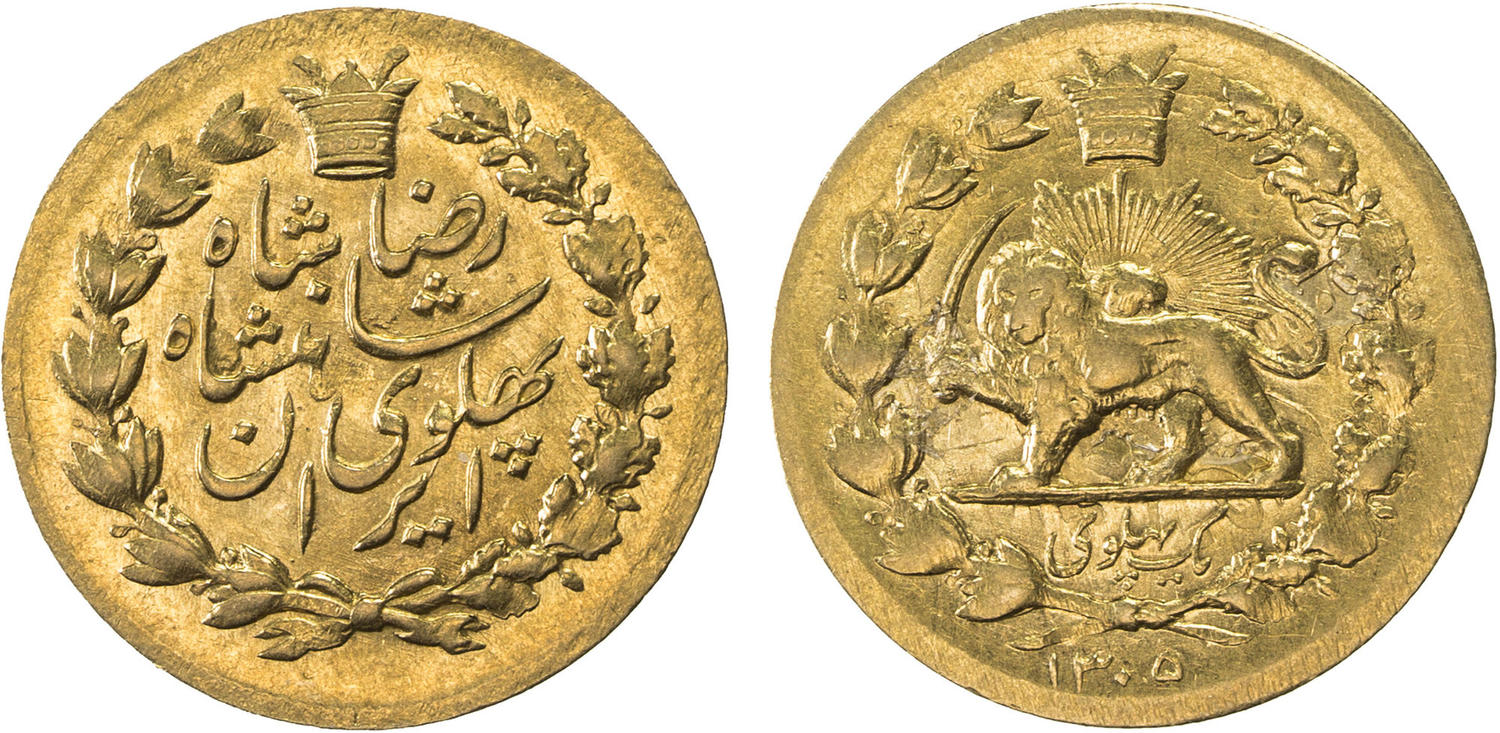
یک پهلوی خطی رضاشاه
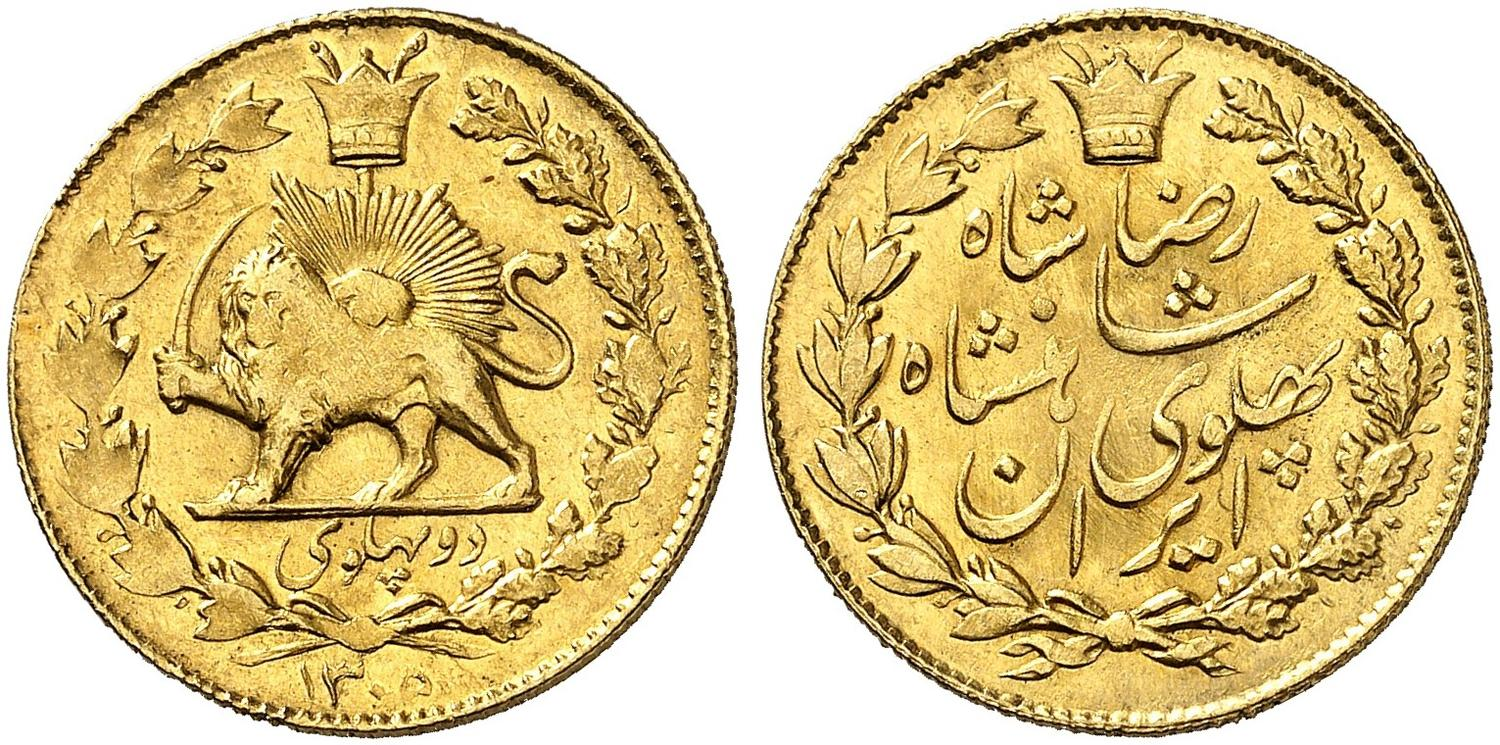
دو پهلوی خطی رضاشاه
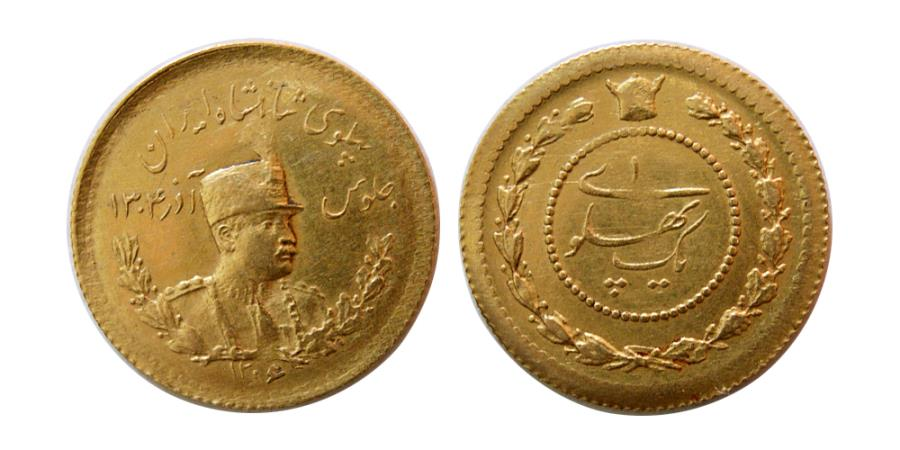
یک پهلوی تصویری نوع اول رضاشاه
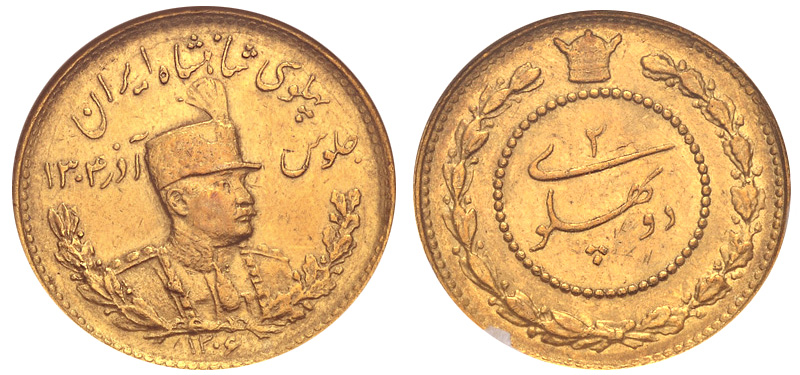
دو پهلوی تصویری رضاشاه
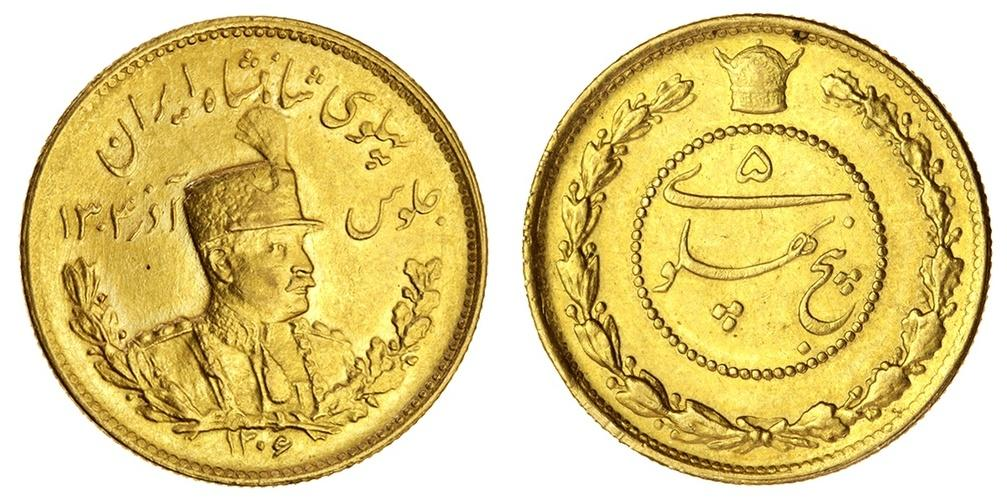
پنج پهلوی تصویری رضاشاه
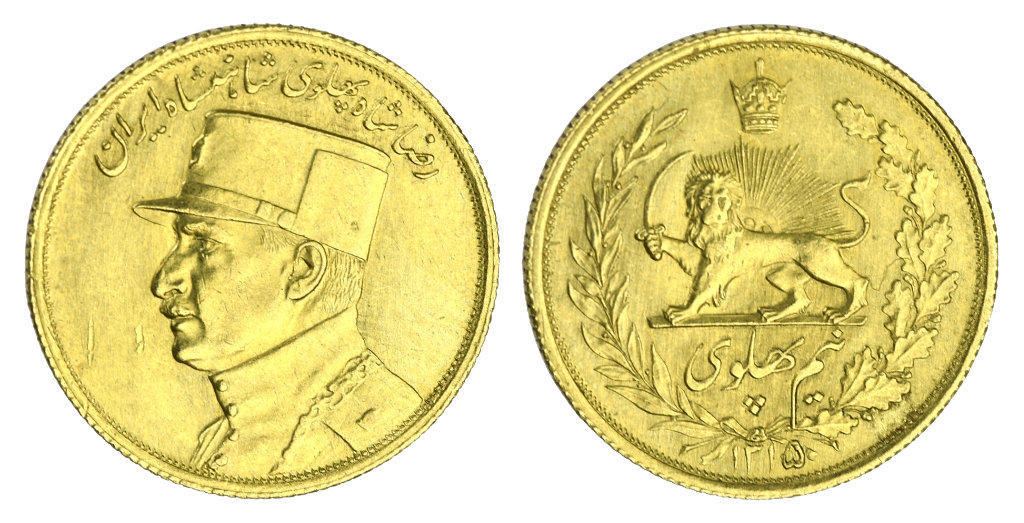
نیم پهلوی رضاشاه
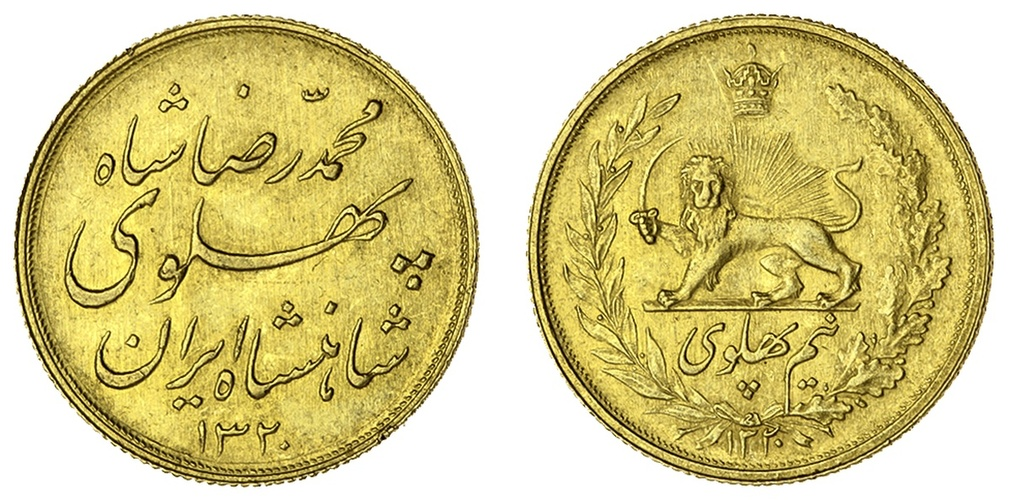
نیم پهلوی خطی
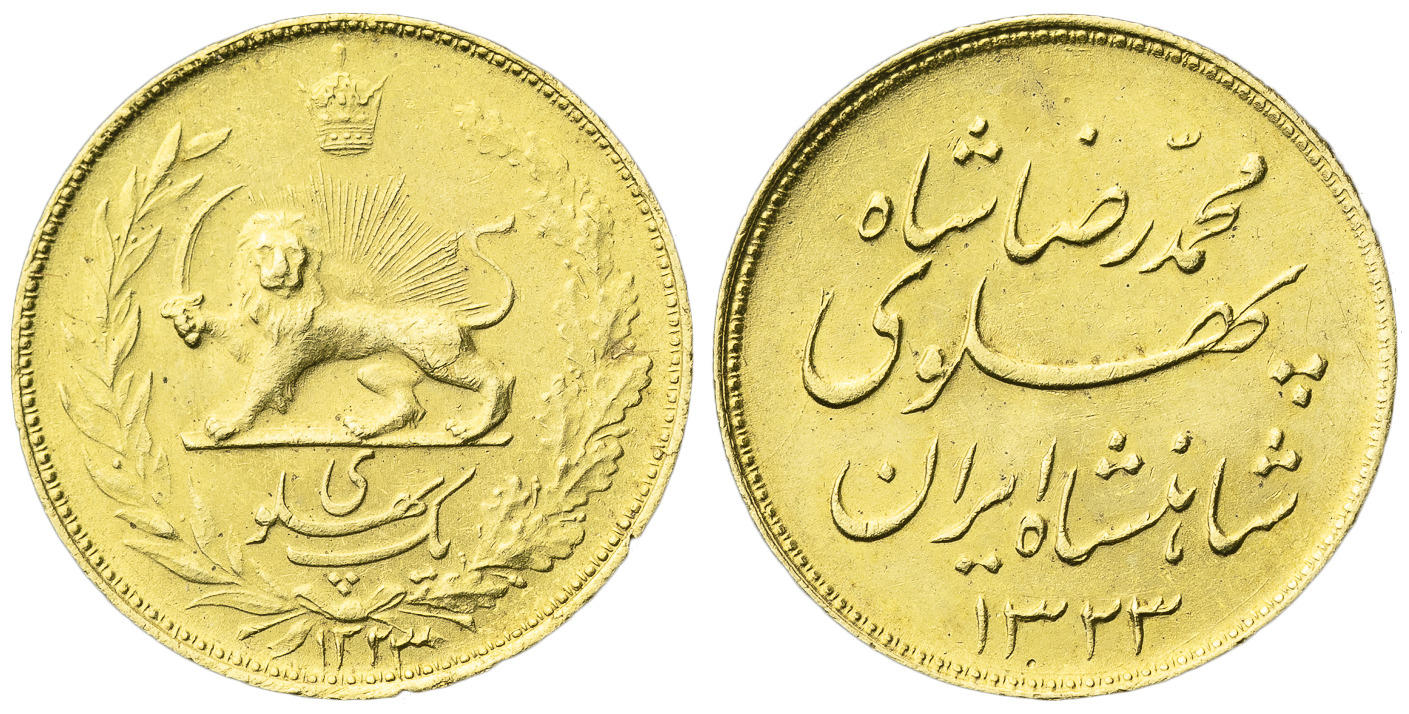
یک پهلوی خطی
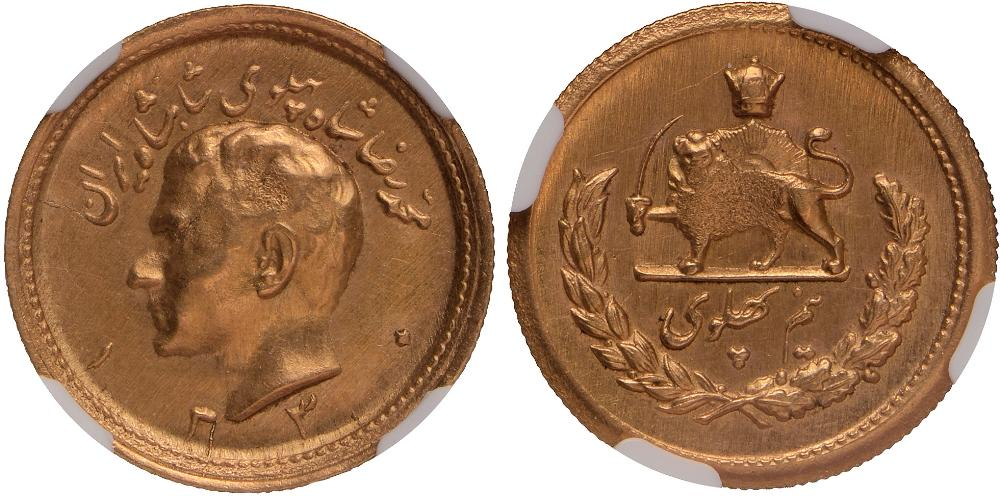
نیم پهلوی برجسته
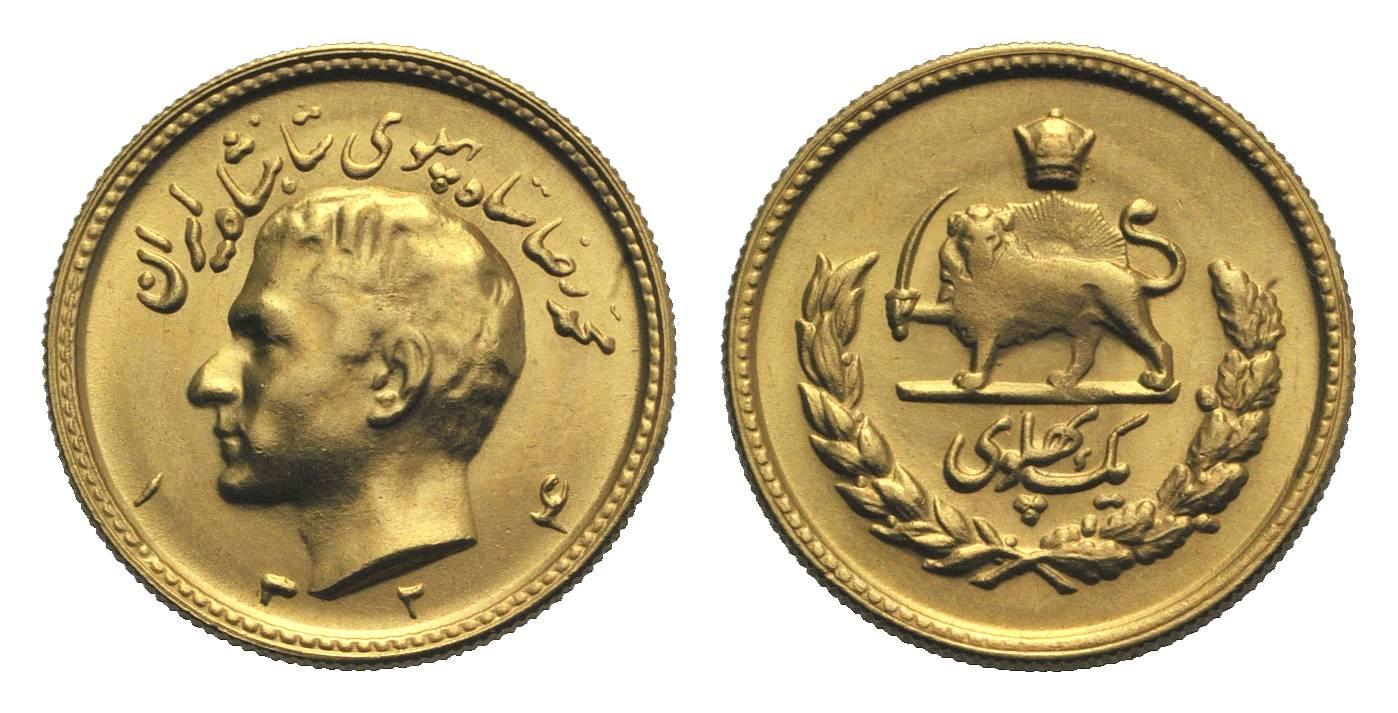
یک پهلوی برجسته
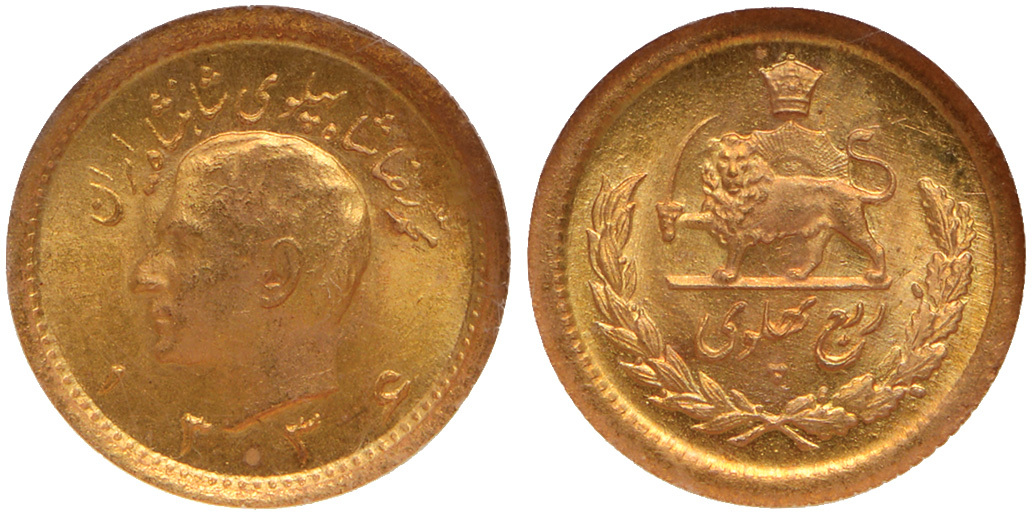
ربع پهلوی نُقلی
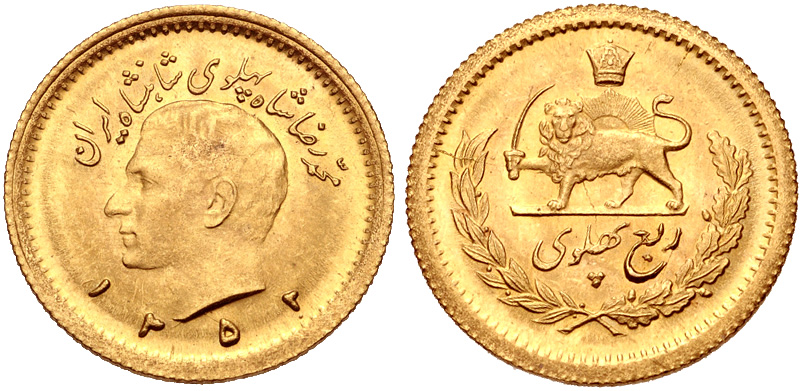
ربع پهلوی
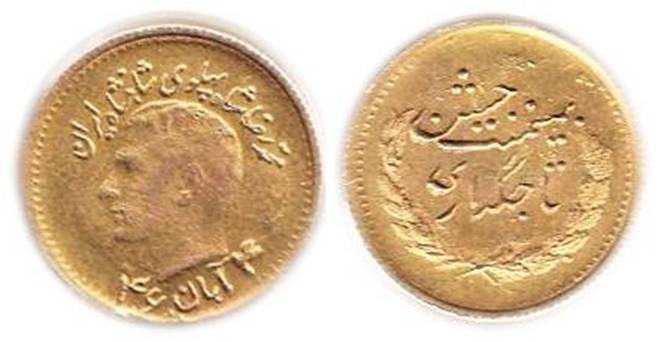
ربع پهلوی تاجگذاری
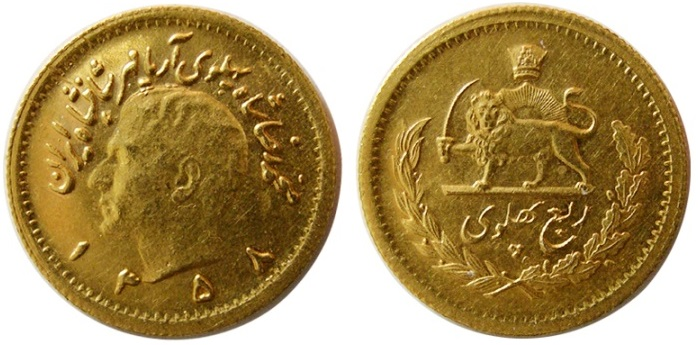
ربع پهلوی آریامهر
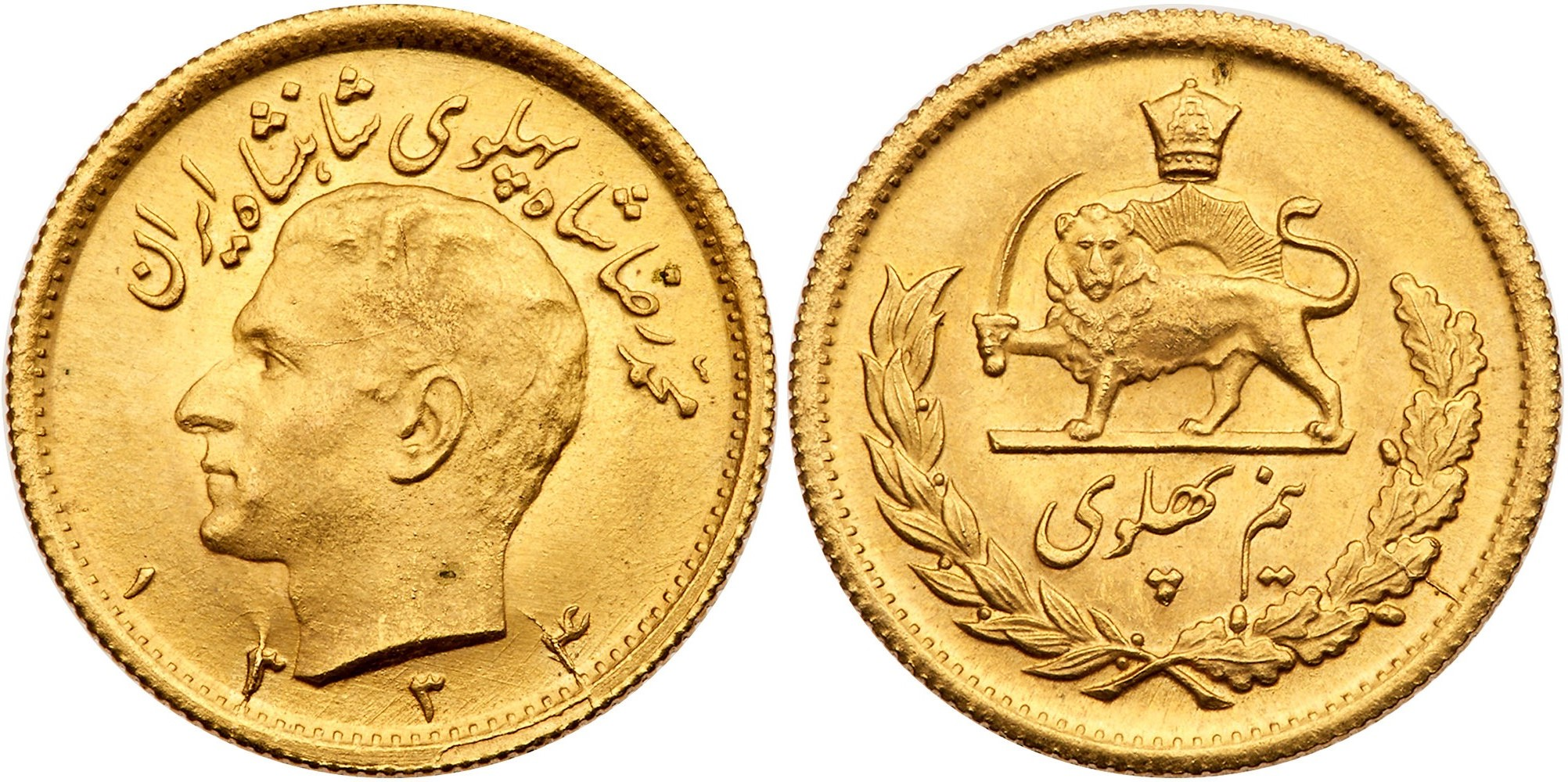
نیم پهلوی
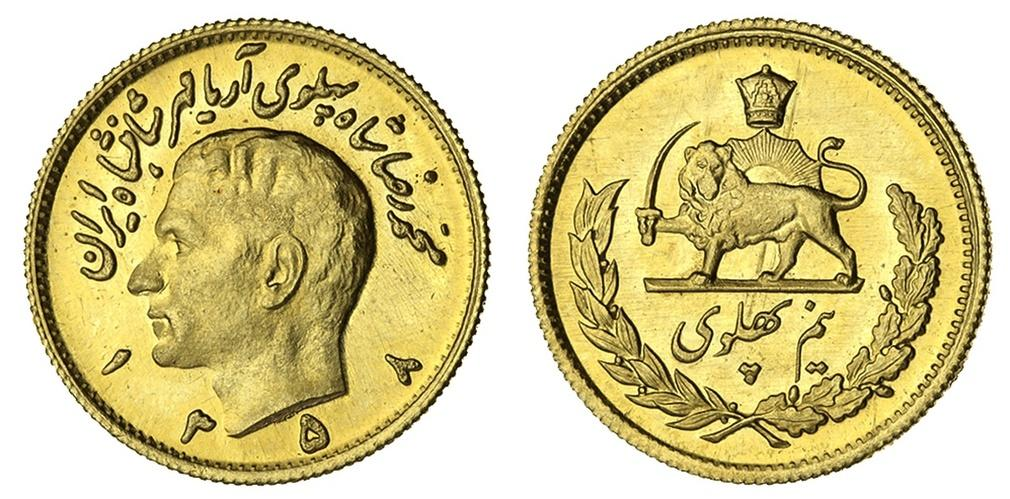
نیم پهلوی آریامهر
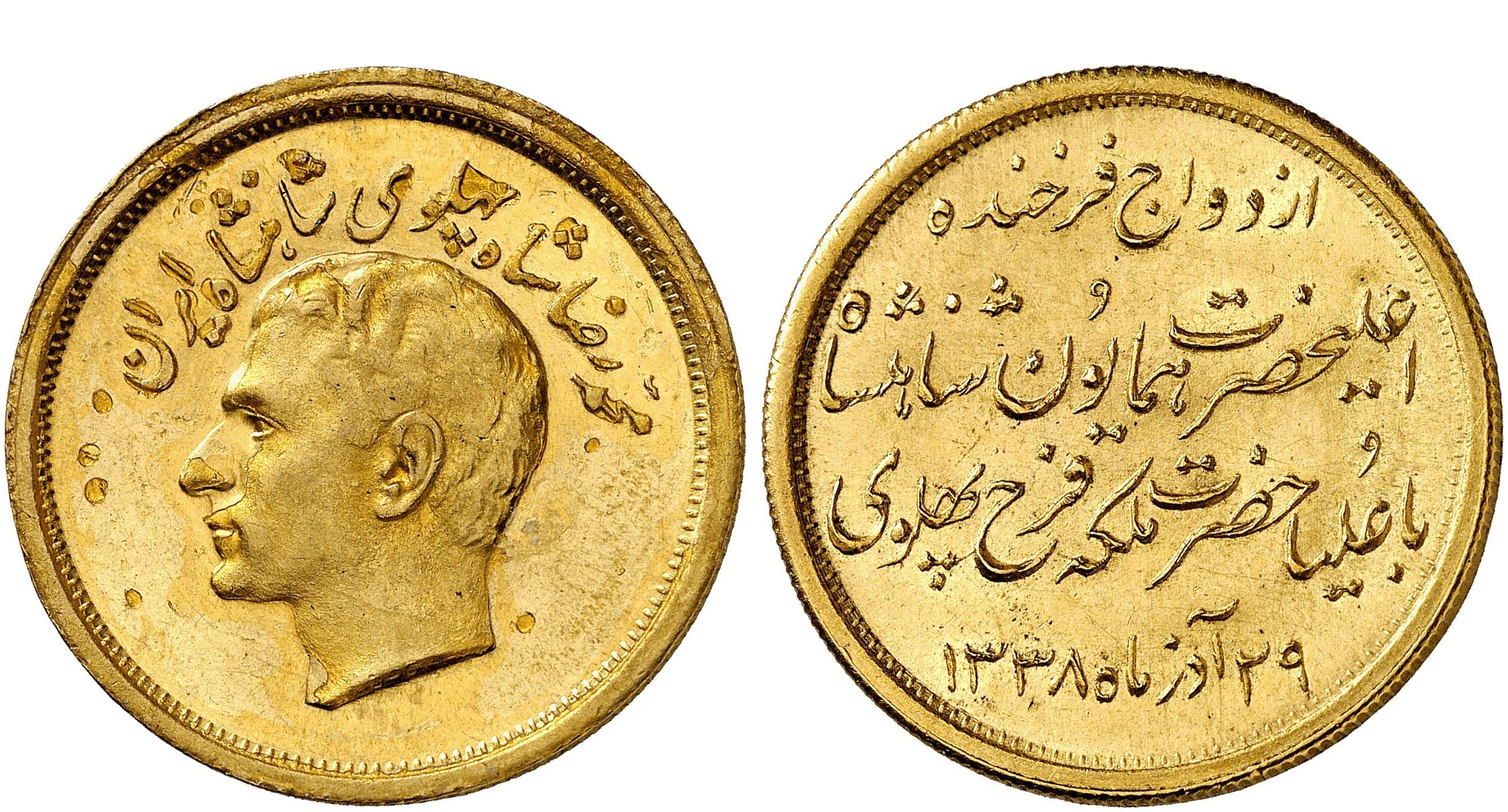
دو و نیم پهلوی ازدواج محمدرضا شاه
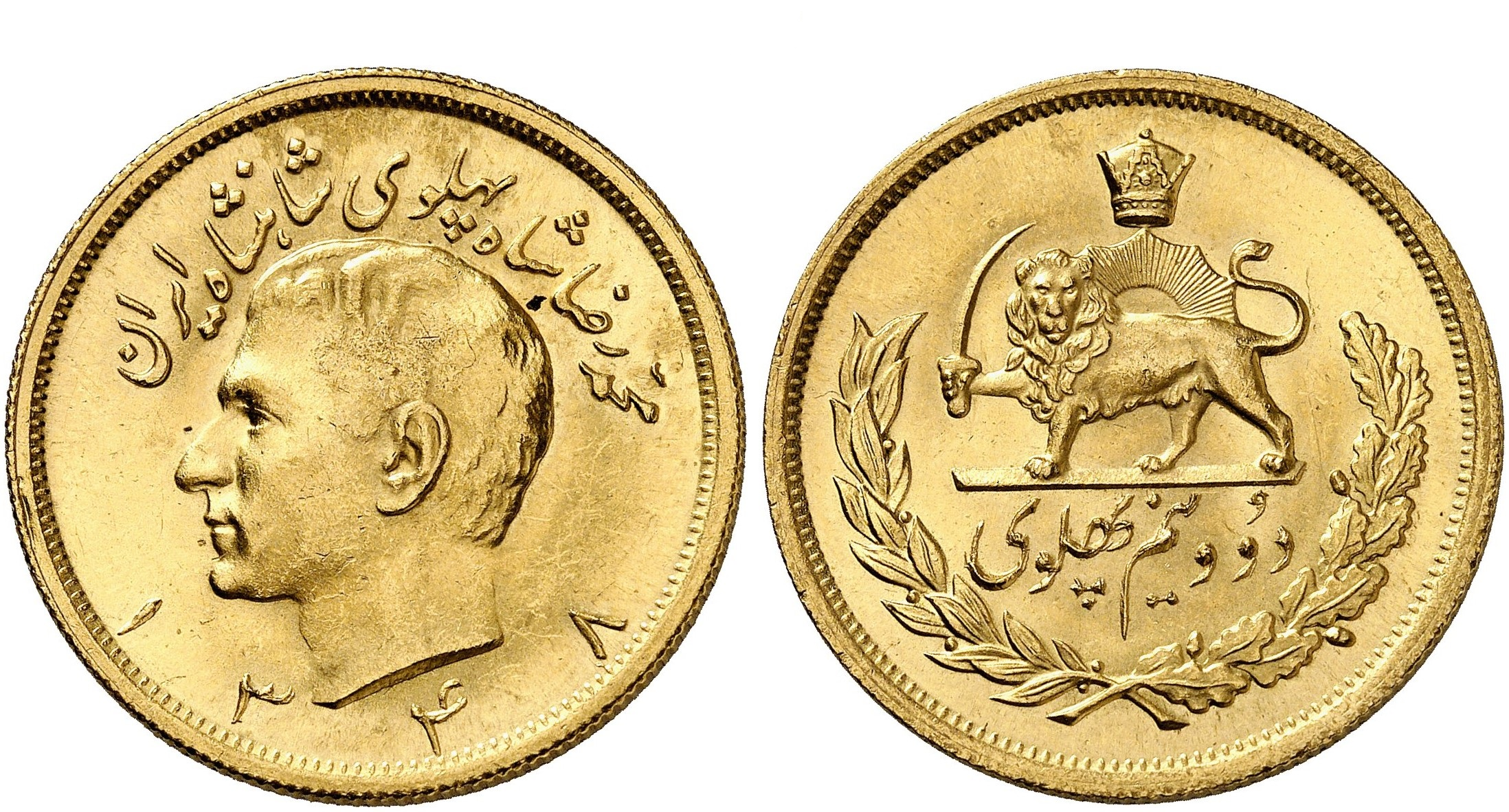
دو و نیم پهلوی
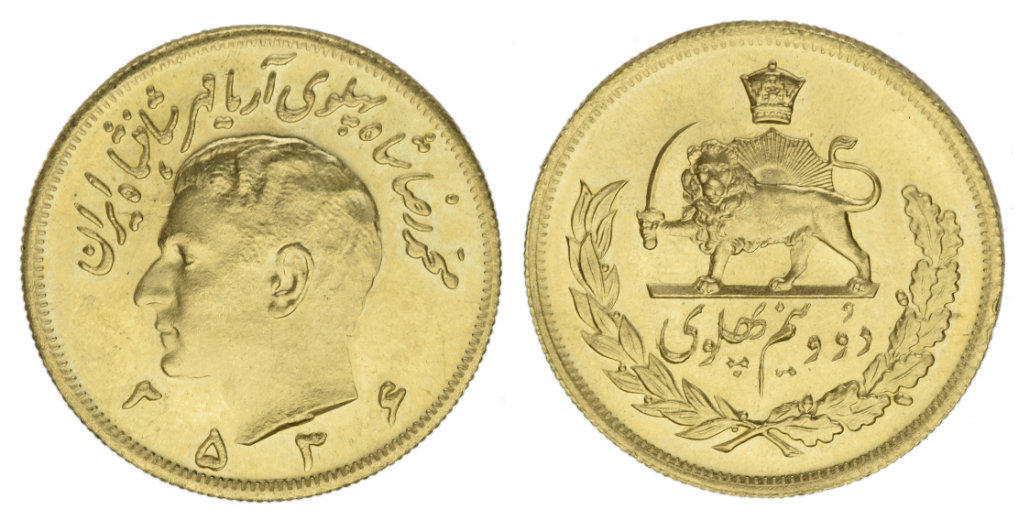
دو و نیم پهلوی آریامهر
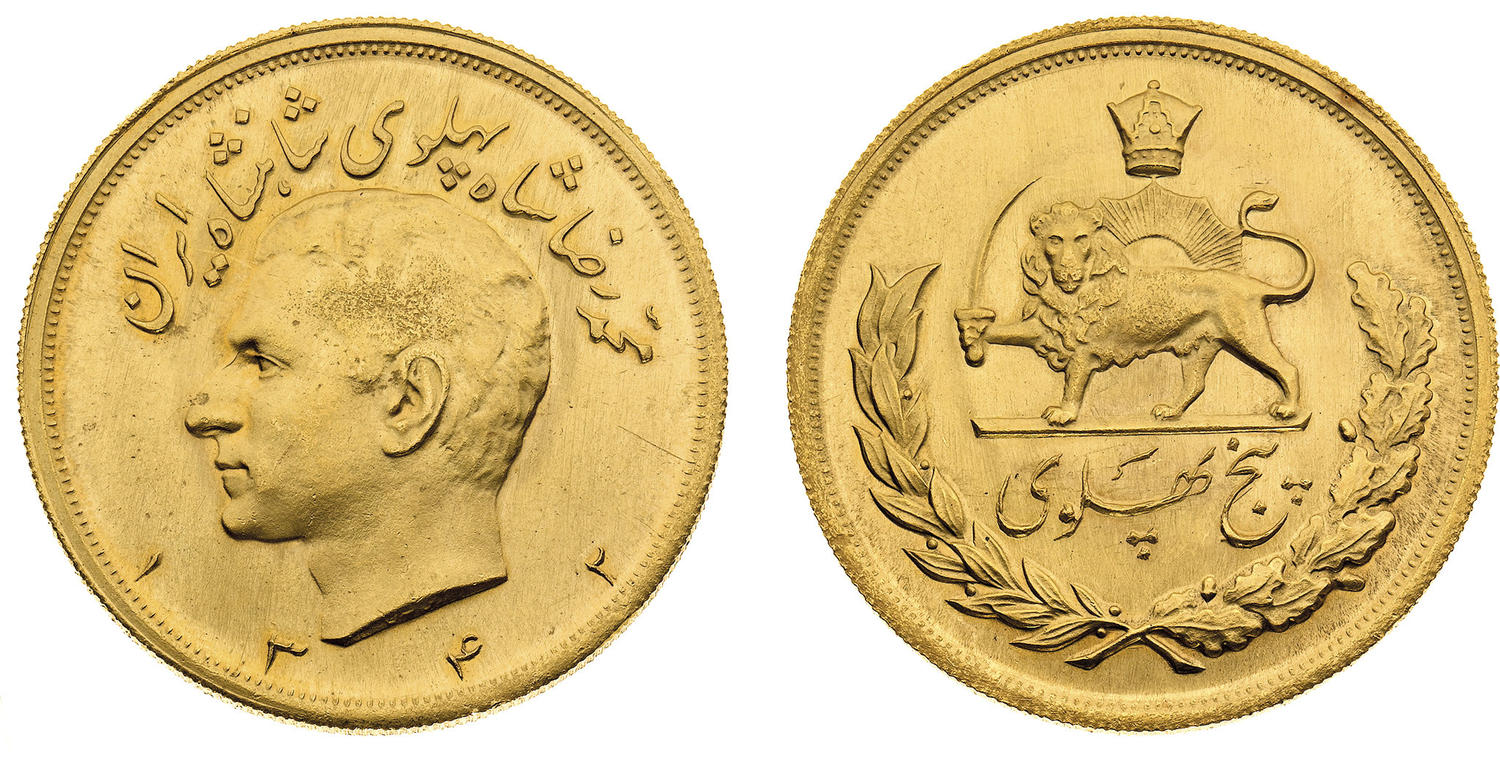
پنج پهلوی
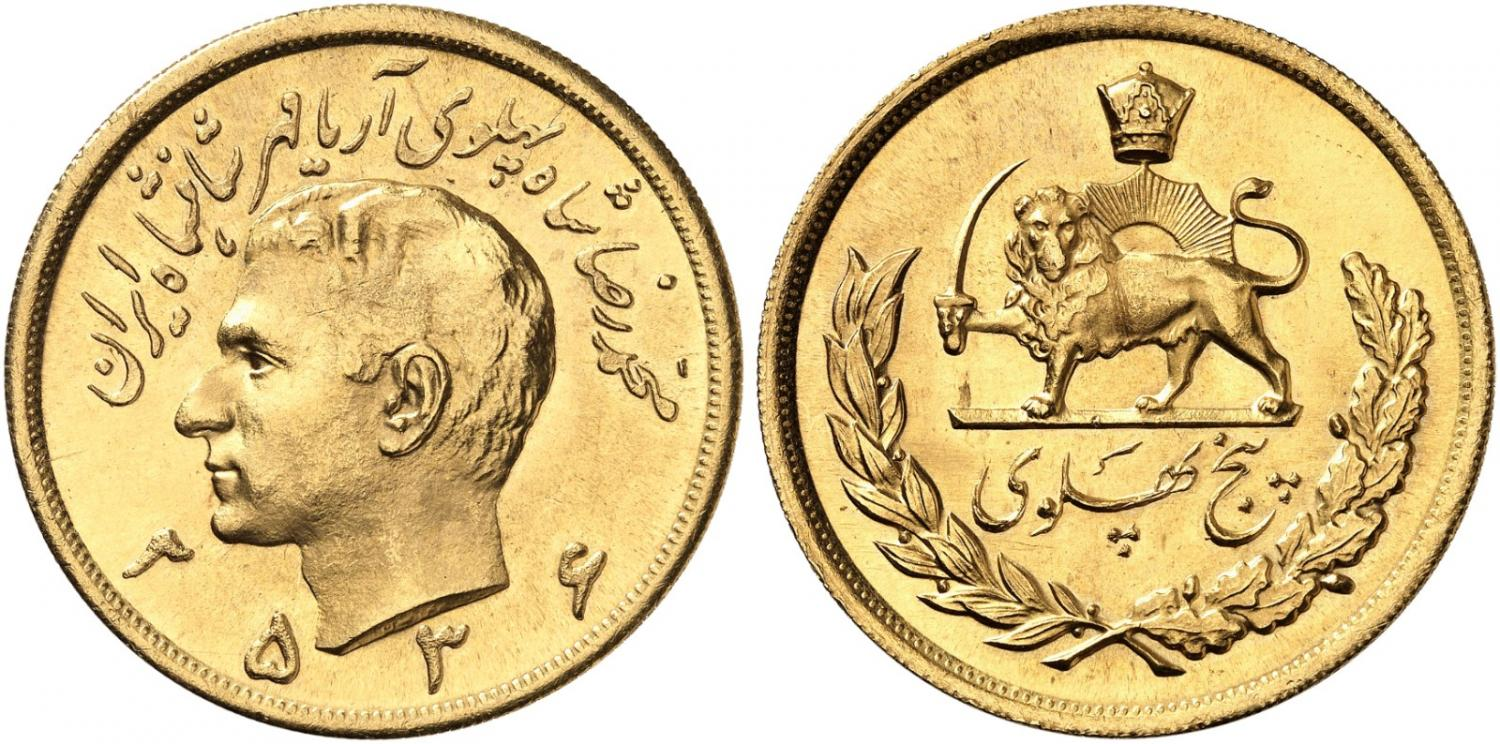
پنج پهلوی آریامهر
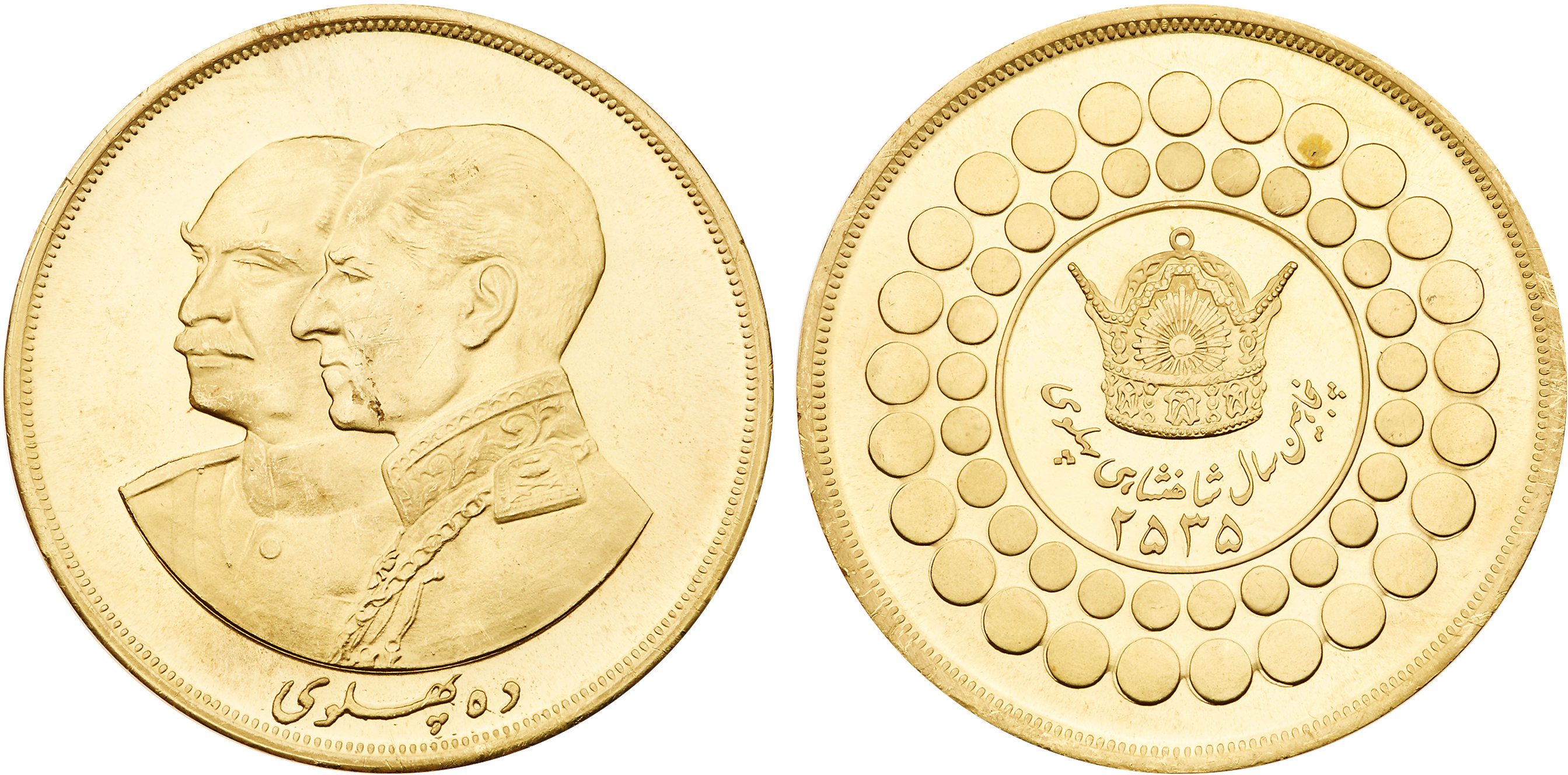
ده پهلوی پنجاهمین سال شاهنشاهی پهلوی
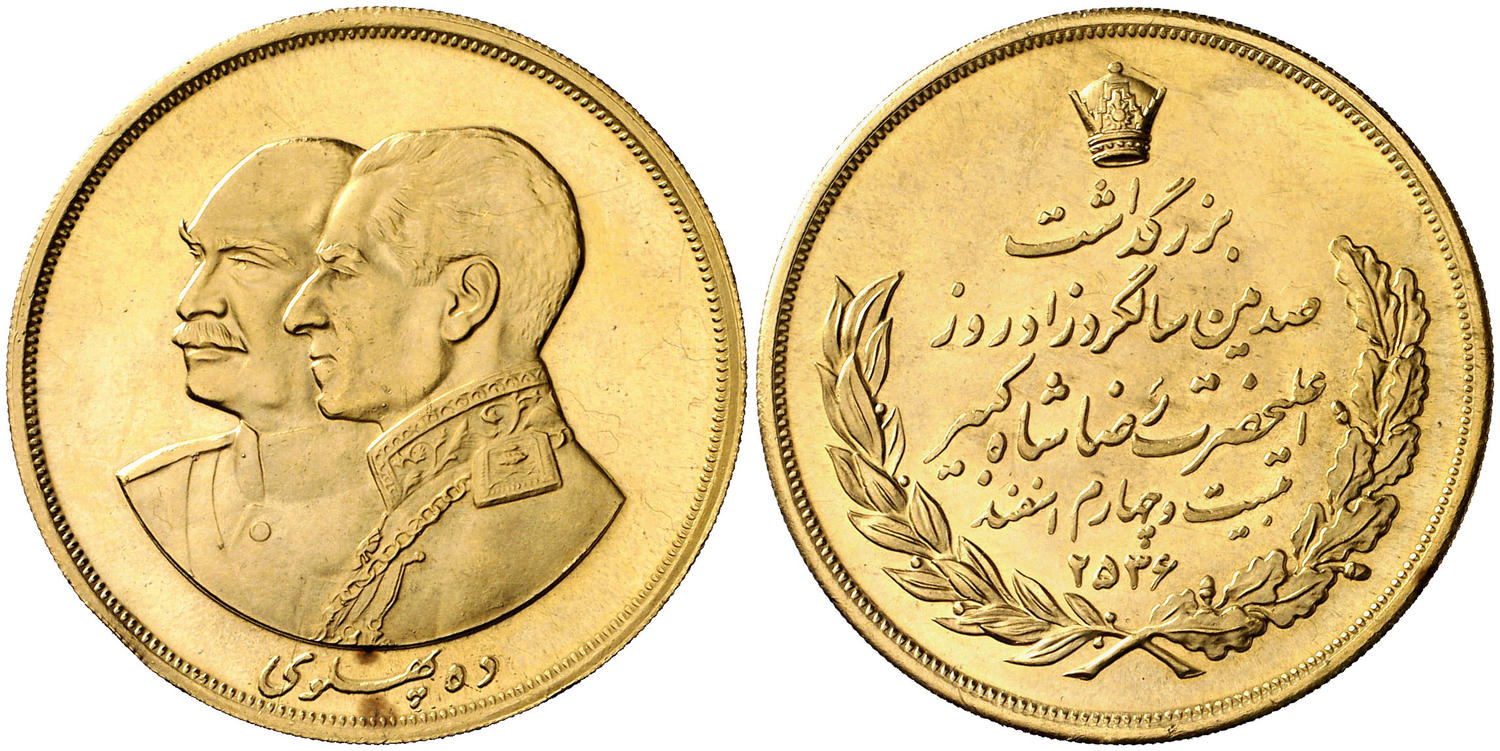
ده پهلوی یادبود زادروز رضاشاه
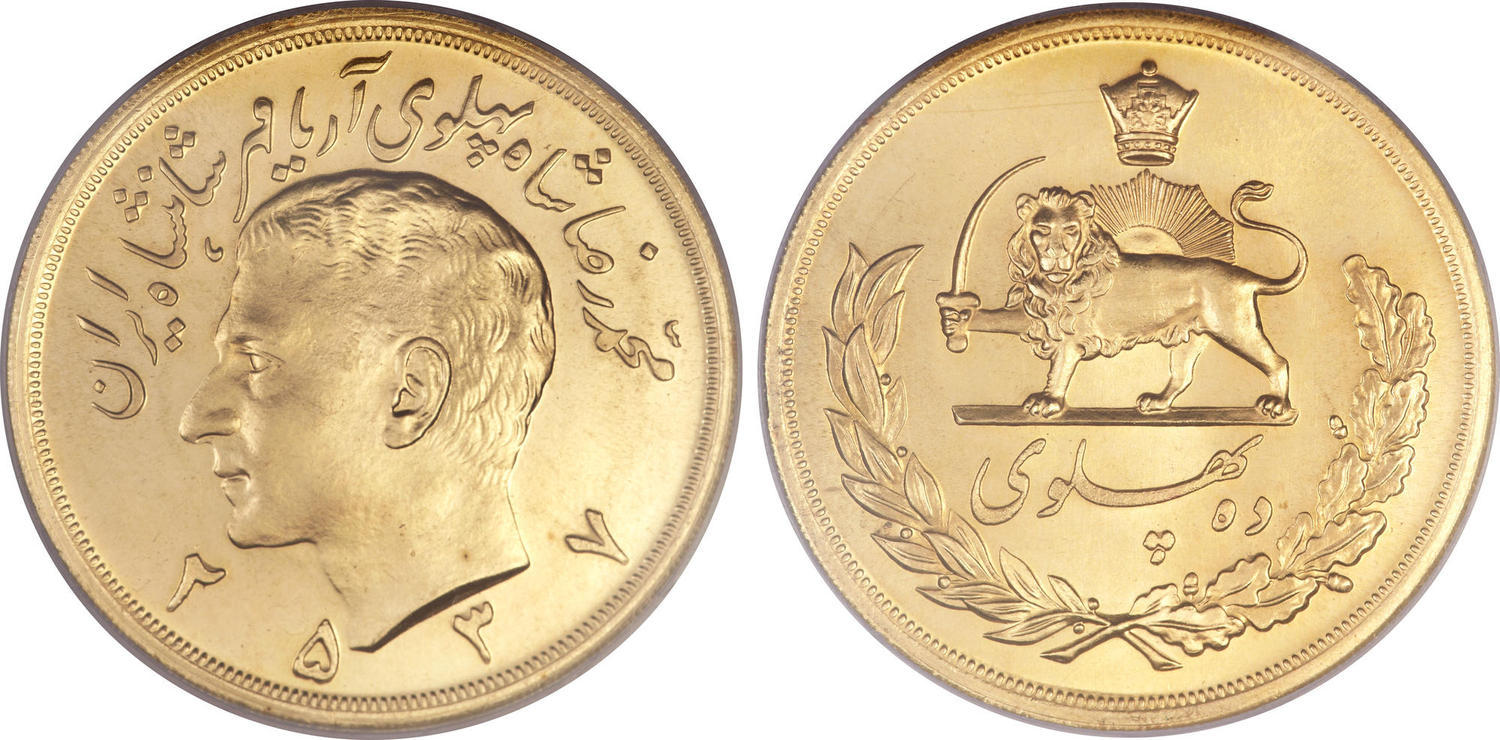
ده پهلوی
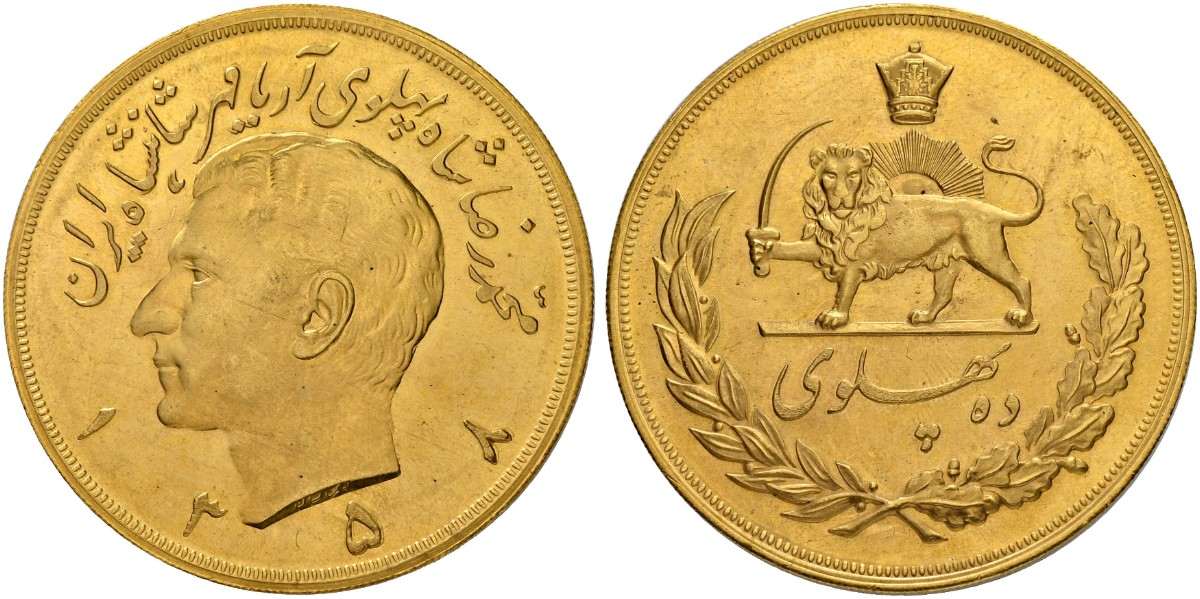
ده پهلوی ضرب سال ۱۳۵۷ اما با تاریخ ضرب ۱۳۵۸